# Antiguo Régimen

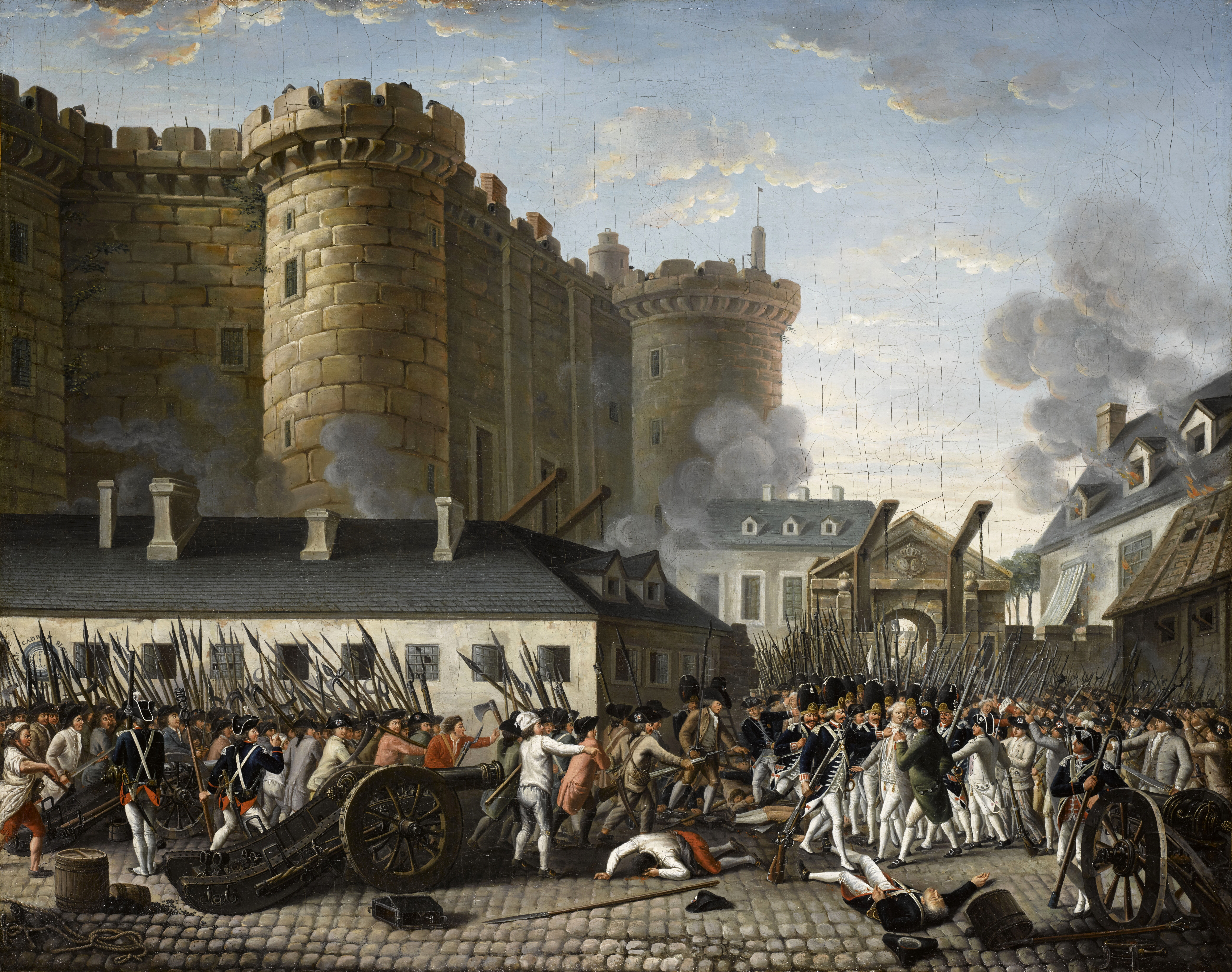
La Bastilla, fortaleza del rey en París usada como cárcel, era considerada como símbolo del Antiguo Régimen por sus enemigos, y su toma como el inicio de la Revolución que llevó al Nuevo Régimen (1789-1799). Sus escombros fueron objeto de un comercio parecido al que doscientos años más tarde tuvieron los del muro de Berlín.

Antiguo Régimen (en francés: Ancien Régime) es un concepto acuñado por los revolucionarios franceses para designar al sistema de gobierno anterior a la Revolución francesa de 1789-1799 (la monarquía absoluta de Luis XVI), y que, por extensión, se aplicó también al resto de las monarquías europeas cuyo régimen era similar. El término opuesto a este fue el de Nuevo Régimen (en España, Régimen liberal).
Puede aplicarse también como equivalente a una época que, prácticamente, coincidiría con lo que se conoce como Edad Moderna.

## Origen de la expresión
Aunque su utilización es contemporánea a la Revolución, la mayor responsabilidad de su fijación en el ámbito literario le pertenece a Alexis de Tocqueville, autor del ensayo El Antiguo Régimen y la Revolución. En ese texto indica precisamente que «la Revolución francesa bautizó lo que abolía» («la Révolution française a baptisé ce qu'elle a aboli»); Tocqueville opuso confusamente este concepto al periodo medieval, oposición que se hizo común en la historiografía durante los siglos xix y primera mitad del xx, y que historiadores posteriores han discutido, especialmente François Furet.
Desde el punto de vista de los reaccionarios enemigos de la revolución, el término Antiguo Régimen fue reivindicado con un punto de nostalgia, siguiendo el tópico literario del «paraíso perdido» (o el manriqueño «cualquiera tiempo pasado fue mejor»). Talleyrand dijo que «los que no conocieron el Antiguo Régimen nunca podrán saber lo que era la dulzura del vivir» («ceux qui n'ont pas connu l'Ancien Régime ne pourront jamais savoir ce qu'était la douceur de vivre»).[cita requerida]
La aplicación del término a las estructuras económicas y sociales se atribuye a Ernest Labrousse, y fue difundido por la contemporánea escuela de Annales, con gran aceptación en España a través de hispanistas como Pierre Vilar o Bartolomé Bennassar. Su utilización con este sentido, que no era usual antes, se hizo habitual por los autores del tercer cuarto del siglo xx, como Antonio Domínguez Ortiz, Gonzalo Anes o Miguel Artola, que terminaron por fijar el concepto en la historiografía española. La aplicación del término a la historia de las instituciones españolas es muy anterior, pero parece que también se originó por influencia francesa, como es el caso de la obra del hispanista de finales del xix, Georges Desdevises du Dézert, recogida por Antonio Rodríguez Villa en 1897.

## Definición

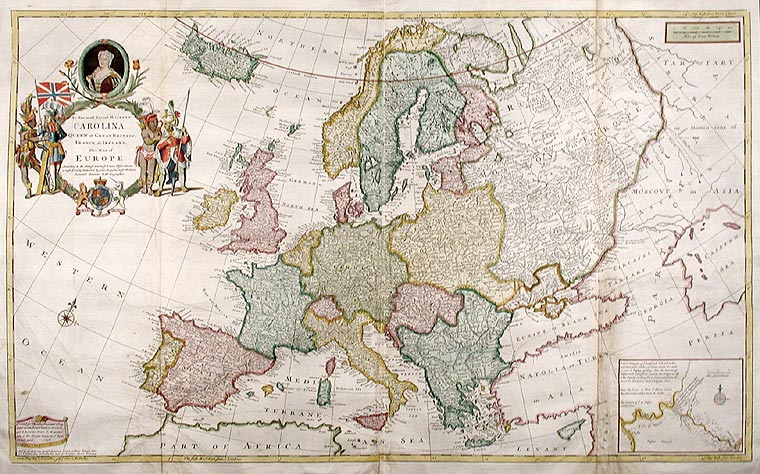
Mapa de Europa, de Herman Moll (1703). Los colores utilizados por el cartógrafo no designan entidades políticas existentes, sino más bien el recuerdo de las antiguas divisiones geográficas de época romana (Galia, Italia, Germania), junto con otras que sí eran efectivas (Imperio otomano, sueco y ruso, Suiza, Portugal y Polonia-Lituania).

Desde el punto de vista del materialismo histórico, el Antiguo Régimen se puede definir como una formación socioeconómica, es decir, la combinación peculiar de modos de producción y relaciones sociales para un ámbito espaciotemporal más o menos amplio, que construye su adecuada superestructura política y que se justifica por su correspondiente ideología. En tal sentido son tres las características de una sociedad de Antiguo Régimen, a saber:
1. sistema económico: en transición del feudalismo al capitalismo;[6]
2. relaciones sociales: determinadas por la oposición entre la sociedad estamental y una burguesía que no puede acceder al papel de clase dominante que ocupan los estamentos privilegiados;
3. sistema político: monarquía absoluta o, como poco, monarquía autoritaria. La tensión fundamental en este ámbito es la que se produce entre la centralización del poder y el respeto a los privilegios de todo tipo (personales, estamentales y territoriales), que mantenían una gran multiplicidad de jurisdicciones y fueros.

## Extensión

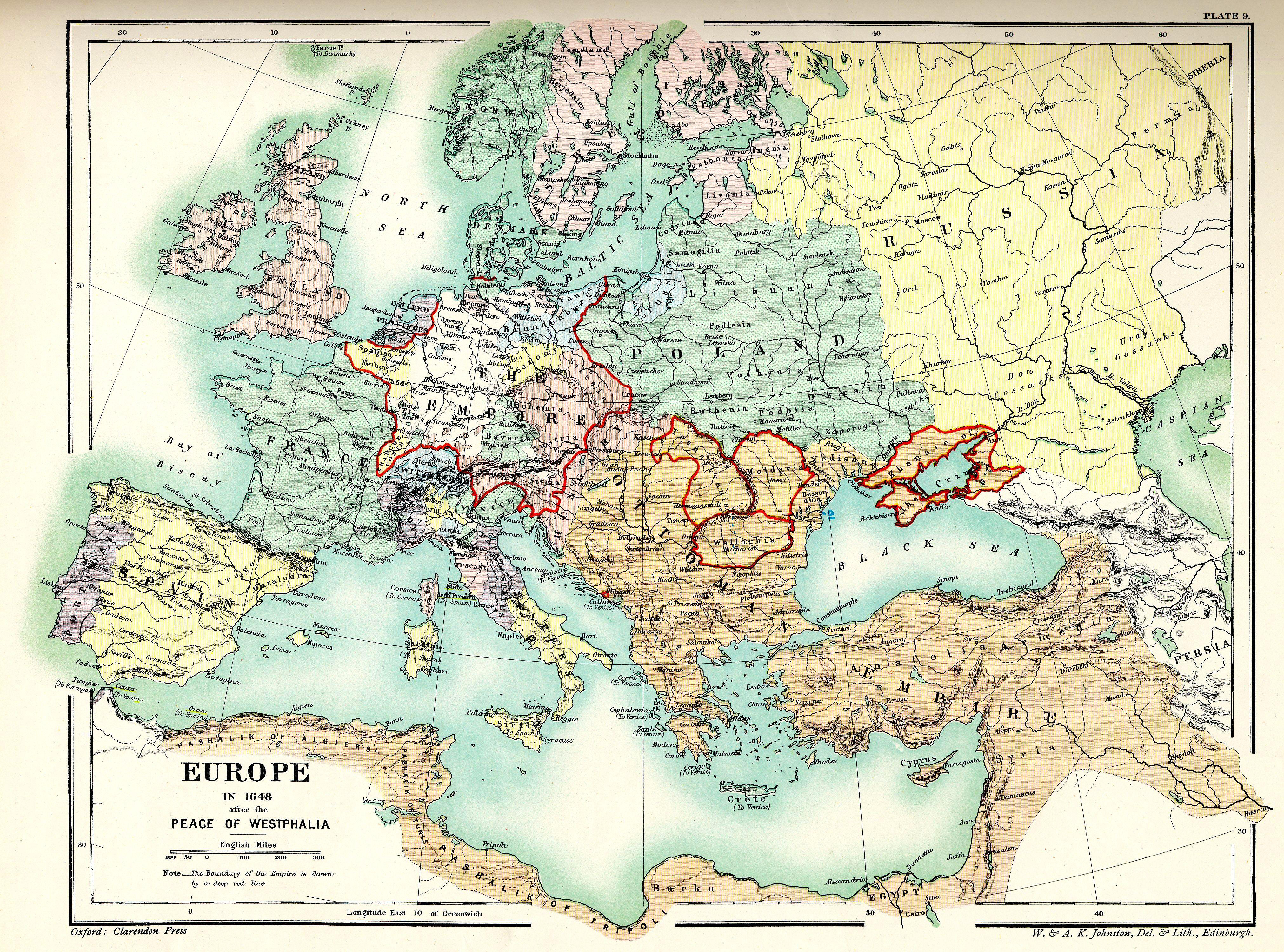
Recreación moderna que presenta las efectivas divisiones políticas después del Tratado de Westfalia (1648), que cierra la guerra de los Treinta Años con un nuevo equilibrio europeo sobre el naciente concepto de relaciones internacionales en pie de igualdad.

El concepto de Antiguo Régimen puede aplicarse con propiedad a los reinos de Europa occidental que tienden a definirse desde finales de la Edad Media como monarquías autoritarias y, más tarde, como monarquías absolutas —ambos términos de los analistas de la historiografía, que no usaban los implicados—. El primer ejemplo fue, sin duda, Portugal. Para finales del siglo xvi, solo Francia, Inglaterra y la Monarquía Hispánica se pueden añadir a la lista. Inglaterra superará el concepto a lo largo de los siglos xvi y xvii derivando hacia lo que se ha denominado como Estado nación. Los demás, durante la crisis del Antiguo Régimen (1751-1848). Para el resto de Europa, el concepto es de uso problemático (ver apartado otros países europeos, en este mismo artículo). Para el resto del mundo, únicamente América, durante el periodo que fue colonizada por las potencias europeas, podría (forzando mucho el concepto) considerarse en algo semejante al modelo vigente en sus metrópolis. La independencia americana coincide con el final del Antiguo Régimen; de hecho, contribuye decisivamente a él. Los otros continentes son colonizados posteriormente, ya en época industrial o Nuevo Régimen. El caso de Japón representa una formación económico social que, de alguna manera, muestra similitudes con las occidentales, por lo que algunos autores le han aplicado el concepto de «feudalismo» o el de «monarquía absoluta» (no tanto «Antiguo Régimen»), y sería esa similitud —frente a la diferencia de China, un imperio hidráulico—, junto con la no sumisión colonial, lo que explicaría la posibilidad de su acceso acelerado a la modernidad en la Era Meiji.
La imposibilidad de retrotraer el concepto a entidades políticas de un periodo anterior, incluso en Europa, viene del hecho de que las formas políticas medievales eran de carácter feudal, dependientes en alguna medida del Imperio o del Papado, o bien eran alguna forma de ciudad-estado; por otro lado, el naciente comercio era aún algo marginal, y la sociedad estamental (ya definida) aún no había producido sus mecanismos e instituciones finales. En ningún caso responden a los requisitos propuestos.
La duración temporal del Antiguo Régimen coincidiría con lo que llamamos Edad Moderna: del siglo xv al xviii. Esto es válido tanto para Francia (desde el fin de la guerra de los Cien Años hasta la Revolución francesa) como para España (de 1492 a 1808). No obstante, algún autor, como Arno Mayer, argumenta la persistencia de rasgos propios del Antiguo Régimen en la Europa de finales del siglo xix y hasta la Primera Guerra Mundial.

### El modelo francés

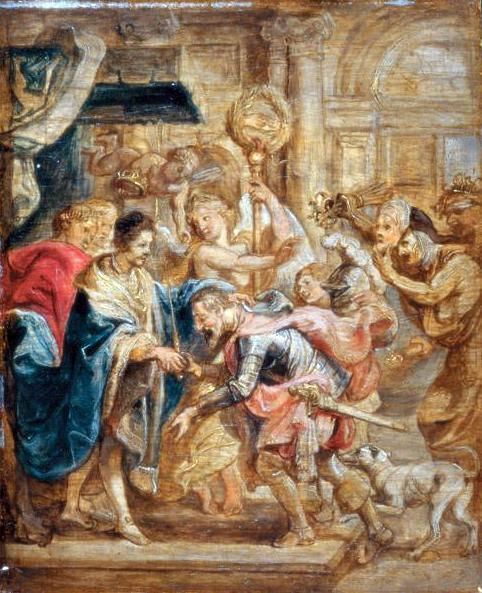
La reconciliación de Enrique III y Enrique de Navarra, por Rubens (1628). Un episodio de la guerra de los tres Enriques, que terminó ganando el de Navarra, futuro Enrique IV.

El Antiguo Régimen tomado como modelo se desarrolló en Francia, al emerger la monarquía francesa de la dinastía Valois de su enfrentamiento con Inglaterra en la guerra de los Cien Años, marginando a la rival Borgoña y sometiendo a la mayor parte de los estados nobiliarios más o menos levantiscos (Normandía, Provenza...). La vuelta de la sede pontificia de Aviñón a Roma tras la resolución del Cisma de Occidente supuso una disminución del control que había llegado a alcanzar la monarquía francesa sobre la Iglesia, e Italia pasará a ser el principal tablero de juego en la disputa de la hegemonía europea. En ese contexto, Luis XI sería un buen ejemplo de rey autoritario para el siglo xv. Francisco I, en la mitad inicial del siglo xvi, no consiguió prevalecer sobre su enemigo Carlos V, ni en las guerras europeas ni en la expansión colonial, pero consiguió asentar un poder interior indiscutible. El turbulento periodo que llevará a sus sucesores a las guerras de religión de la segunda mitad del siglo xvi terminará con el breve pero decisivo reinado de Enrique IV, que inaugura la dinastía de Borbón. En el reinado de Luis XIII y la minoría de edad de Luis XIV, validos como Richelieu y Mazzarino irán hábilmente concentrando el poder real en medio de una complicada coyuntura europea e interior (guerra de los Treinta Años y Fronda). No se alcanzará su paradigma más acabado hasta la monarquía absoluta de Luis XIV, que pudo hacerse llamar «el Rey Sol».
Identificados, al menos en teoría, el interés del Estado, el del Pueblo y el del Rey, se avanza en la construcción de un mercado de dimensiones nacionales, con el respaldo de un imperio colonial (que sufre grandes altibajos al albur de las continuas guerras); se moderniza la administración y los impuestos (la gabela, la tallación) todo lo que los privilegios estamentales o territoriales permiten; se consigue la imposición del catolicismo (revocación del Edicto de Nantes) y el control de la Iglesia (galicanismo); o se prestigia el francés como la lengua común (y la culta de Europa, en sustitución del latín) y el vehículo de una pujante cultura (Molière, Racine, Corneille) que destrona al Siglo de Oro español, institucionalizada en la Académie Française.
No obstante, la acumulación de contradicciones entre la cerrada sociedad estamental y la pujanza de la burguesía llevó a la Revolución francesa de 1789, que fue modelo de las demás revoluciones burguesas que transformaron los sistemas políticos europeos en monarquías constitucionales a lo largo del siglo xix o repúblicas en el horizonte de la Primera Guerra Mundial.

### El caso español

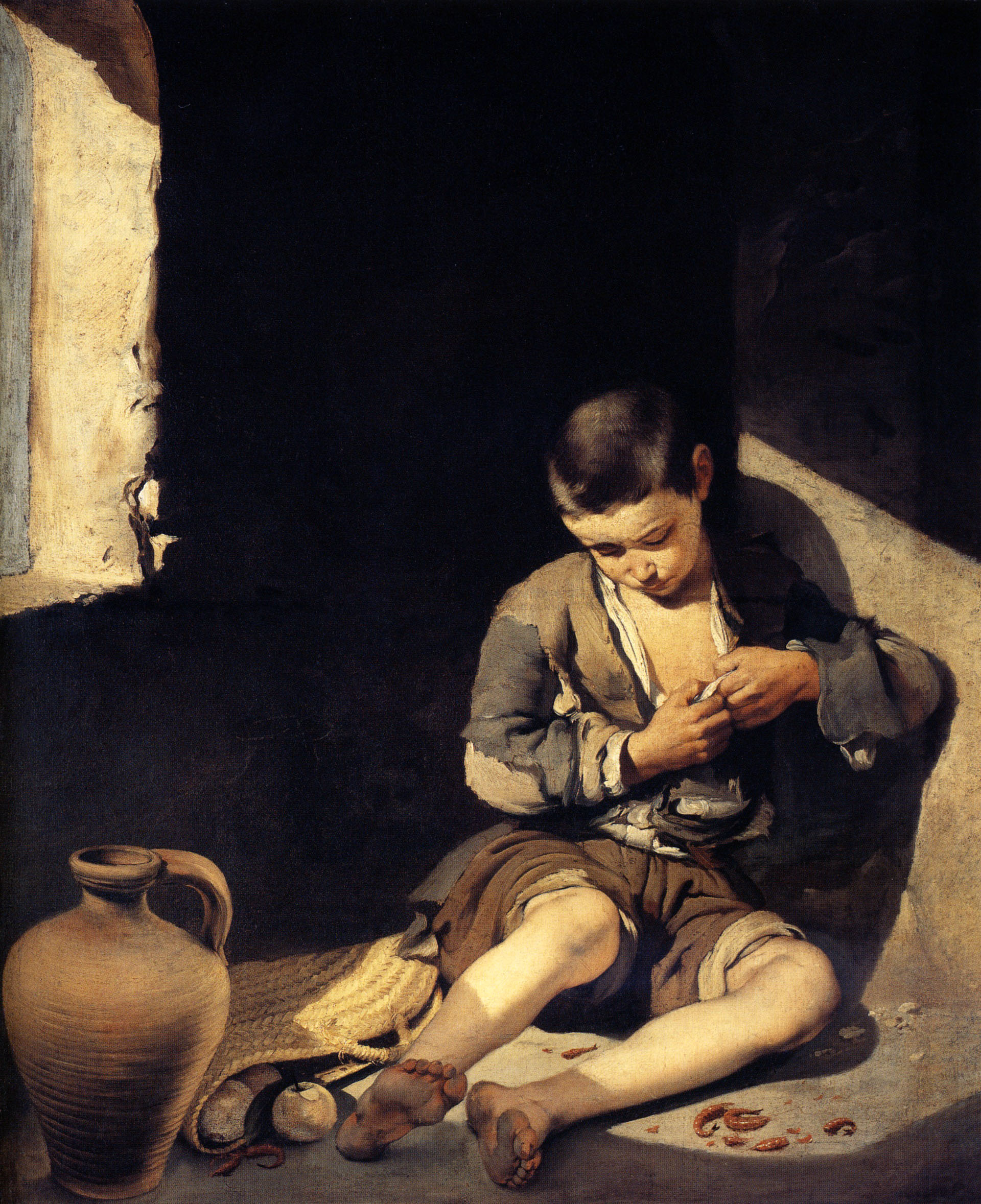
El mendigo, de Murillo. A pesar de individuos e instituciones caritativas que veían en el pobre una imagen de Jesucristo, el Antiguo Régimen asociaba la pobreza extrema y públicamente exhibida a todo género de vicios, tal como muestran la literatura picaresca genuinamente española y los arbitristas. No faltaron leyes destinadas a reprimir la mendicidad y proyectos de encerrar a los pobres en asilos, lejos de la visión del público, frustrados por el endémico déficit presupuestario de la monarquía española.

El modelo español se diferenció del francés en lo que Ignacio Vicent López llamó «una cuestión de estilo». El reinado de los Reyes Católicos fue decisivo en la elaboración de este estilo, que se fundamentaba en la conciencia de la monarquía católica. Este sistema se prolongaría con variaciones bajo los Habsburgo hasta que a la llegada de los Borbones se adopte el modo francés, en lo que llegaría a ser una monarquía absoluta, aunque nunca pudo librarse de las huellas del antiguo estilo.
El éxito es indudable y aventajó al de la monarquía francesa durante el siglo xvi: se consigue un conjunto territorial sin parangón (Felipe II pudo decir «en mis dominios no se pone el sol») que, aunque poco cohesionado, puede ser eficazmente gobernado desde un centro localizable en Castilla tras la guerra de las Comunidades (1521) y la elección de Madrid como capital política (1561); de Castilla se drenan una fabulosa cantidad de recursos impositivos (alcabalas, regalías, servicios de unas Cortes comprensivas, quinto real de las remesas metálicas americanas) que se gastan en la política europea que identifica los intereses de la Monarquía Católica con los de la causa del catolicismo. El éxito queda confirmado por la propia Leyenda Negra, explicada tanto por la realidad del cruel dominio sobre América (de la que los propios colonizadores fueron conscientes, solventándolo en la polémica de los naturales), la represión de la disidencia política (a la que se forzaba a la  asimilación o la expulsión: conversos, moriscos; o las más minoritarias conductas consideradas antinaturales y, únicamente hasta principios del siglo XVII los mínimos focos de brujería y protestantismo) y la impotencia de sus enemigos, resignados a combatir con propaganda antiespañola a la potencia hegemónica (el paralelismo con el antiamericanismo del siglo xx es claro).
El control interior queda garantizado por una creciente burocracia —el régimen polisinodial de los Consejos—, que se implanta territorialmente a través de los virreyes en los reinos y los corregidores en las ciudades. El control de los estamentos privilegiados se logra por la sumisión del clero (patronato regio, reformas de Cisneros) y la nobleza, acostumbrada a poner y quitar reyes en las guerras civiles castellanas de la Baja Edad Media, de las que la guerra de las Comunidades son el último episodio. El rey se convierte en gran maestre de las órdenes militares —desde Fernando el Católico—, implica a la aristocracia en su política de nombramientos (institución de la grandeza de España con Carlos V) y deja claro que, a cambio de ejercer sin injerencias el poder político, les garantiza el poder social y económico (institución del mayorazgo, leyes de Toro). Los desmochamientos de torreones —que sufre incluso Gonzalo Fernández de Córdoba, el Gran Capitán, al que se le pidieron las famosas cuentas de su gestión en Italia— son un claro mensaje simbólico. Los puestos burocráticos son un buen banderín de enganche para la baja nobleza y la burguesía. A falta de una policía digna de tal nombre —pues la Santa Hermandad no pasó de ser un cuerpo militar—, se disponía de la red informativa y represiva de la Inquisición —cuya sumisión al poder real prueba su utilización en algún destacado caso, como el de Antonio Pérez—.

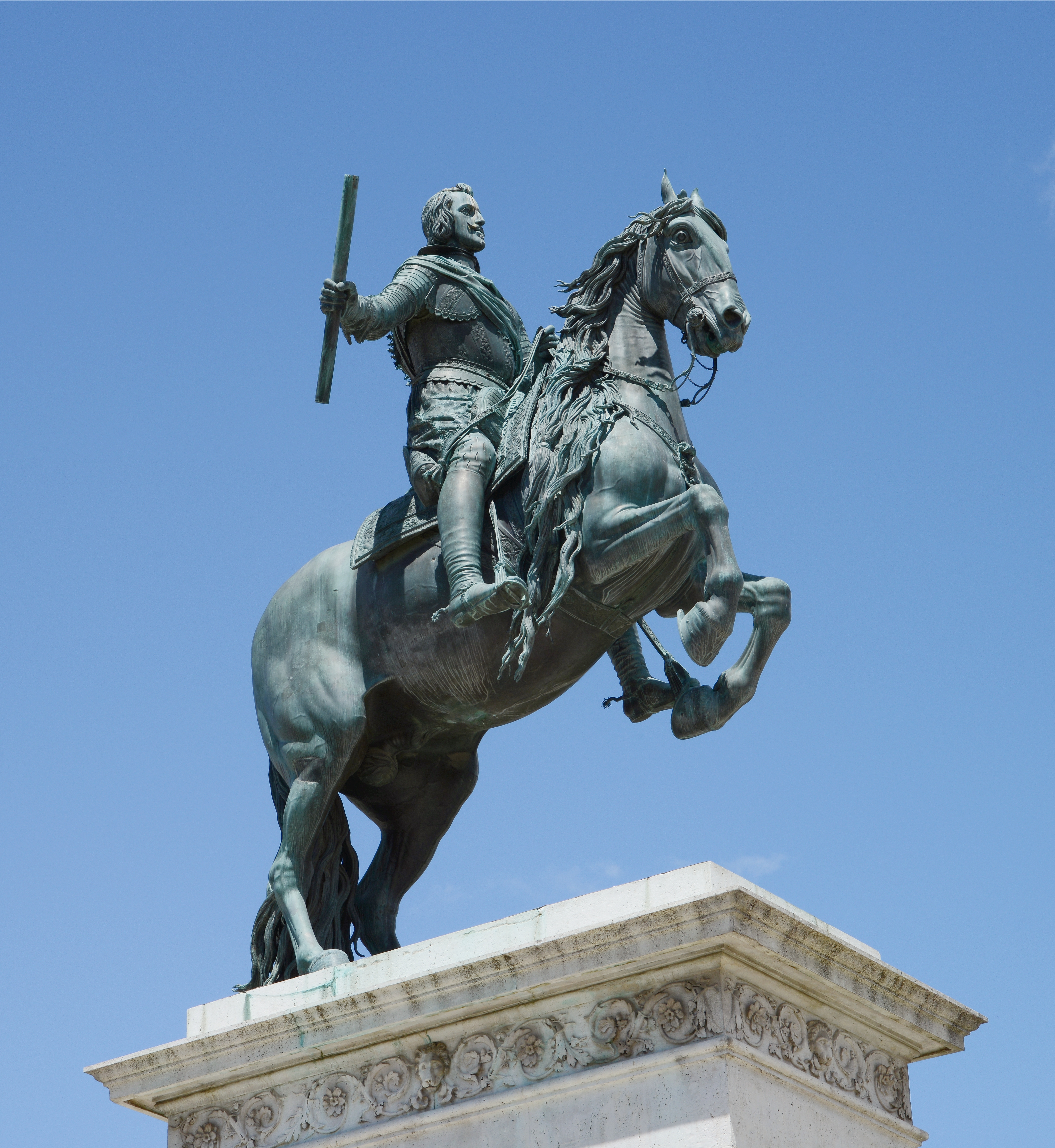
Escultura ecuestre en bronce de Felipe IV, diseñada por Velázquez y esculpida por Pietro Tacca con asesoramiento científico de Galileo. El sábado 9 de abril de 1677, alguien colocó un pasquín en la Casa de la Panadería de la Plaza Mayor de Madrid, que decía: «¿A qué vino el señor don Juan?: A bajar el caballo y subir el pan». Se refería —además de a la inflación rampante— al valido Juan José de Austria, que había hecho trasladar la estatua desde la fachada de Palacio hasta el Buen Retiro. Hoy, la estatua puede verse en la Plaza de Oriente de Madrid.

El fracaso quedó claro con la decadencia. El brillo cultural del Siglo de Oro no ocultaba que la economía, estimulada por la revolución de los precios del siglo xvi, entró en declive en el xvii, siglo de crisis general que empujará a la despoblación en particular a la Europa del Sur, mucho más a España, y más aún al hasta entonces decisivo centro castellano. Las soluciones políticas (desorden monetario, reformas fiscales repetitivas) no consiguieron más que agravar la situación, y los intentos más vigorosos de centralización (Unión de Armas del conde duque de Olivares) precipitaron la crisis de 1640.
El cambio de dinastía de 1700 (Felipe V de Borbón) produjo el encauzamiento del sistema hacia un absolutismo con características similares al francés, que produce intentos bienintencionados, como la racionalización fiscal como el Catastro de Ensenada, y también otras reformas ilustradas que no llegan a aplicarse completamente, como las de Esquilache (expulsado del poder por el motín que lleva su nombre tras una liberalización del precio del trigo, hasta entonces sometido a tasa) o el expediente de la ley agraria, eternamente tramitado, que pretendía resolver el hambre de tierra de los campesinos. La Revolución francesa truncó las expectativas del reformismo.
El Antiguo Régimen perdura brevemente en el siglo XIX hasta la guerra de la Independencia española, cuando, al promulgarse la Constitución de 1812 en Cádiz, se abrió el proceso de constitucionalismo. Por otra parte, el término Antiguo Régimen tuvo el mismo significado que en Francia, a pesar de que el final de dicho régimen no fue tan drástico como el francés. Tras los años de ocupación francesa y la final derrota de Napoleón en 1814, se produjo la Restauración absolutista, lo que provocó la involución de la política española al Antiguo Régimen durante la mayor parte del reinado de Fernando VII. Su sombra, aunque ya fuera del poder, continuó presente durante el segundo tercio del siglo xix con las guerras carlistas, a pesar de la sucesión de textos constitucionales, la llegada de liberales más o menos moderados al Gobierno —casi siempre tras pronunciamientos— y de iniciarse una modesta industrialización. La Revolución de 1868 con el derrocamiento de la reina Isabel II de España no cerró definitivamente la tentación involucionista, pero ya en un contexto completamente diferente: la Restauración de Alfonso XII o las dictaduras de Primo de Rivera o Franco, por mucho que recuperara esta última la nostalgia del Imperio, tienen otra definición.

### Otros países europeos
Como mostraba el mapa del comienzo, la situación espacial de Europa era de una extraordinaria complejidad, que no eliminaron ni los tratados de Westfalia (Münster y Osnabrück, 1648), ni los posteriores de Utrecht y Rastatt (1714). Lo que sí produjeron fue una clara modernización de las relaciones internacionales, en un sentido pragmático que olvidaba las fantasías medievales (herencia del Dominium mundi) y el fundamentalismo religioso aún vigentes en el siglo xvi. En 1648, los Habsburgo de Madrid se resignan a la independencia de las Provincias Unidas y reconocerán poco después la de Portugal, pero siguen controlando débilmente Italia y Flandes, además de un inmenso imperio americano cuya gestión es cada vez más problemática. Polonia se expande al este y sur. La amenazadora cercanía del Imperio turco continuará hasta el sitio de Viena de 1683. Las monarquías escandinavas siguen dominando el Báltico, aunque abandonarán los asuntos centroeuropeos a los destrozados principados alemanes, principales víctimas de la crisis del siglo xvii, entre cuyas ruinas destaca el naciente Reino de Prusia; ya libres de cualquier injerencia del emperador Habsburgo de Viena, que concentrará su interés en sus estados patrimoniales de Austria. Francia, con un Luis XIV en minoría de edad que sigue la guerra contra España al tiempo que sale de sus problemas internos de la Fronda, controla temporalmente Cataluña hasta el Tratado de los Pirineos (1659), que la dividirá. Inglaterra, sumida en la guerra civil, parece un pigmeo territorial que ni siquiera controla Escocia o Irlanda (teóricamente comparten la persona del mismo rey, y se debaten en la simultánea Guerra de los tres reinos); pero será el gigante del futuro, al salirse del modelo del Antiguo Régimen.

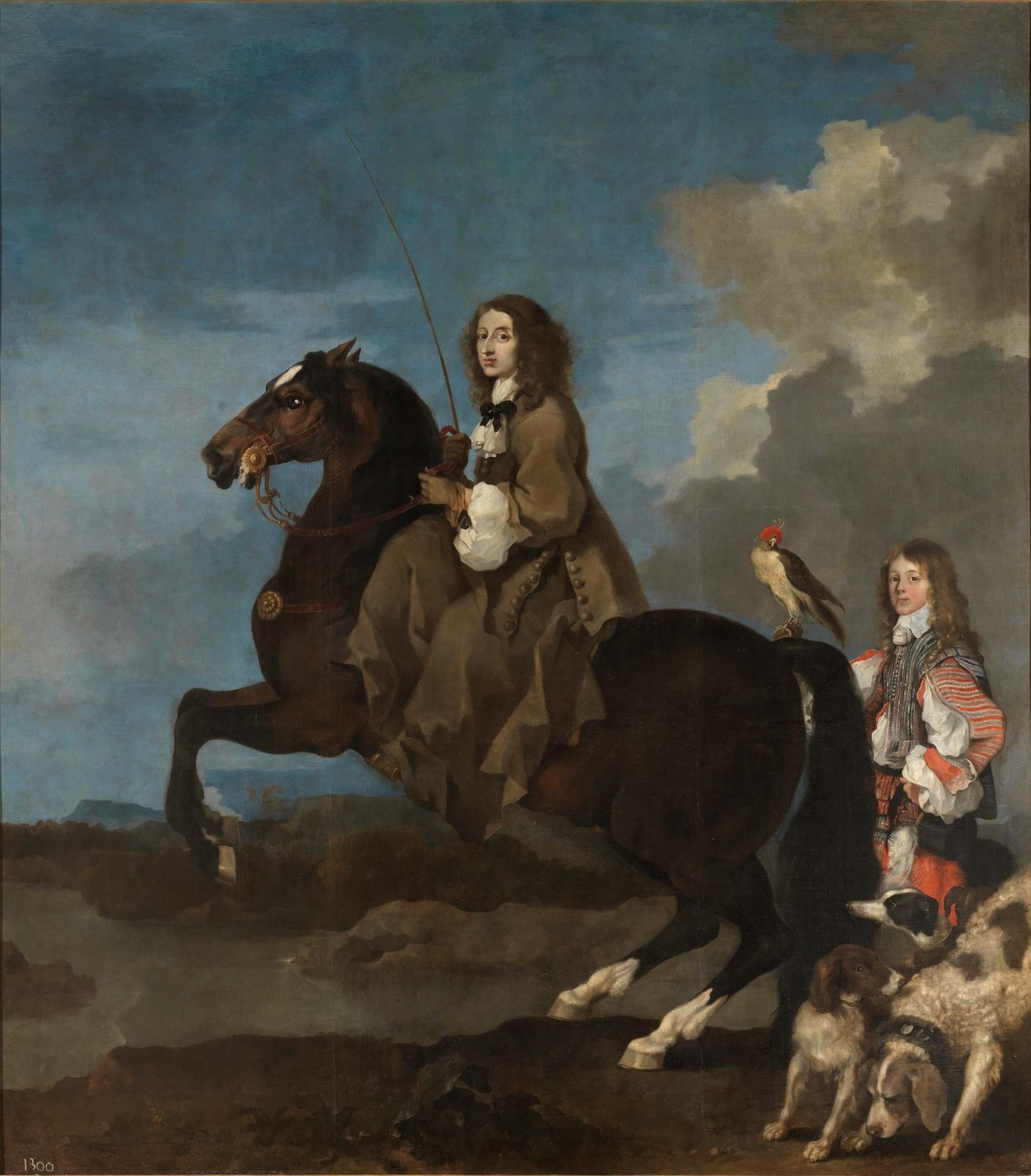
La reina Cristina de Suecia, por Sébastien Bourdon (1653). Protagonizó un sonado episodio con su traslado a los Estados Papales después de su abdicación, donde fue acogida por el Papa, en previsión de un triunfo de la Contrarreforma en el norte de Europa que nunca se llegó a producir. La interpretación de su vida ha sido objeto de muchas especulaciones y, más que ser muestra de la condición común de la mujer en el Antiguo Régimen, lo es de excepcionalidad.

El Tratado de Utrecht, además de sancionar el papel de Inglaterra como potencia, proporcionará a Austria los territorios europeos españoles e iniciará la alianza franco-española (Pactos de Familia) que caracterizará las relaciones internacionales hasta 1789.
Para la mayor parte de la Edad Moderna en Inglaterra u Holanda, el término Antiguo Régimen no es aplicable, dado que desde el siglo xvi o xvii están en un proceso de transformación económica, social y política (hasta tal punto no ve discontinuidad con la Edad Contemporánea, que la historiografía anglosajona llama Modern History al periodo desde la Edad Media hasta la actualidad). En general, Antiguo Régimen podría entenderse como el período anterior a las guerras napoleónicas.
En cuanto a cómo encajar cada una de las piezas del resto de este rompecabezas europeo en el concepto Antiguo Régimen, ya se advertía al comienzo que, con la salvedad de Francia, Portugal y España, para el resto de Europa, el término es poco significativo: en la dividida Italia se puede identificar con el dominio de los Habsburgo (desde la batalla de Pavía hasta la Unificación). En Centroeuropa, la descomposición del Sacro Imperio, el ascenso de los Habsburgo, la Reforma protestante, la guerra de los Treinta Años y el surgimiento de Prusia fueron dibujando y desdibujando un panorama que no se aclaró hasta la unificación alemana, ya en la Edad Contemporánea y con distintos criterios. Los países escandinavos desarrollaron monarquías nacionales desde la Edad Media, aunque la definición de su personalidad definitiva no llegó hasta el siglo xx. Su evolución económica y social fue en cierta manera similar a la de Europa Occidental, interviniendo en los procesos intelectuales clave (Renacimiento, Reforma, Ilustración) e implicándose en los conflictos europeos, especialmente en la guerra de los Treinta Años, en que fueron decisivos. Polonia no presenciará la formación de la monarquía fuerte que intentó la dinastía Jagellón, sino una república nobiliaria que jugó incluso a la política de Europa Occidental con la elección de un rey Valois. Tanto el dominio turco en los Balcanes (desde la toma de Constantinopla hasta las guerras de finales del siglo xix) como en Rusia la época zarista (de Iván el Terrible hasta las revoluciones rusas de 1917) cubren la dimensión temporal, pero no la caracterización propuesta: son vastos imperios que no pueden medirse con los criterios de la dinámica económica, social o política del Antiguo Régimen de Europa Occidental.

## Características

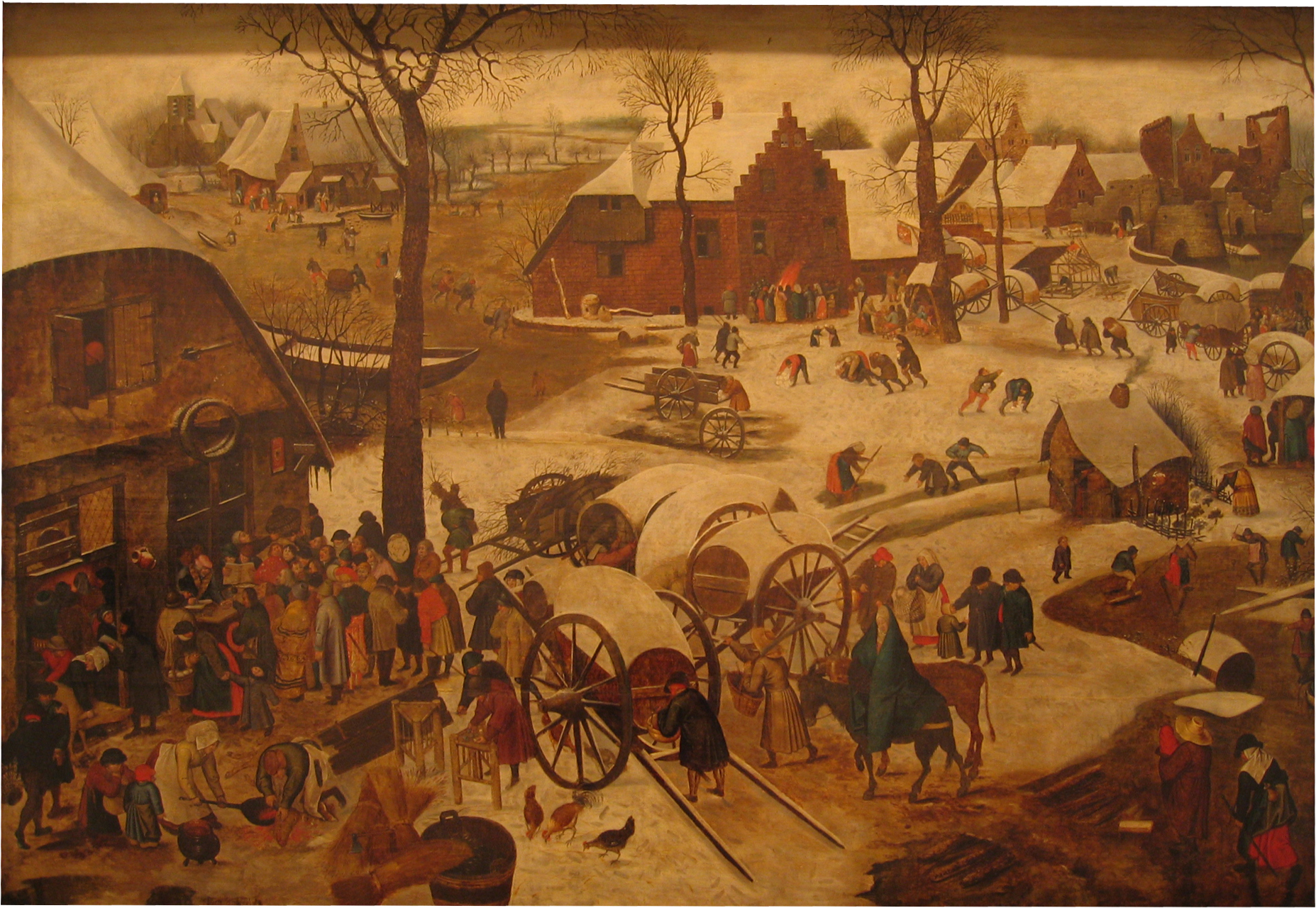
Pieter Brueghel el Joven: El censo de Belén o El pago del diezmo (1566), un tema religioso camuflado en una escena costumbrista, ambientada en el crudo invierno del norte de Europa.

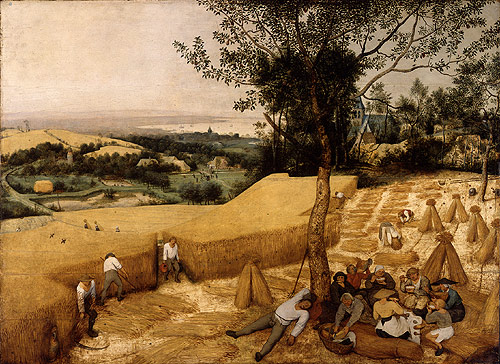
Pieter Brueghel el Viejo, padre del anterior, nos pinta cómo Los segadores, en el verano, se confían a los ritmos anuales que repiten procesos de larga duración. La vida humana se somete a ellos con la misma fatalidad que al pago de los impuestos.

### Economía y demografía
La propiedad de la tierra, principal factor de la producción, estaba sometida a vinculaciones que incluían los mayorazgos en poder de la nobleza, las manos muertas en poder del clero y las tierras comunales de los ayuntamientos. La naturaleza compartida de este tipo de propiedad, con un propósito de permanencia en el tiempo, hacía que no se podía disponer libremente de ella, con lo que la existencia de un mercado libre de tierras era imposible.
Lo mismo podría decirse del mercado libre para los otros dos factores de producción: ni capital (sospechoso de representar una forma de riqueza no compatible con el modo de vida noble o clerical, y aún lejos de la acumulación necesaria para una revolución industrial) ni trabajo (impropio de los privilegiados, y considerado como una maldición bíblica) se venden libremente en el mercado como mercancías sujetas al libre juego de oferta y demanda.

#### Demografía
El crecimiento del tamaño de las ciudades (solo unas pocas: París, Londres, Sevilla, Madrid, Roma, Nápoles, Estambul, superan los 10 000 habitantes), a pesar de funcionar como sumideros demográficos y de recursos de todo tipo, contribuyó decisivamente a la transición del feudalismo al capitalismo (el papel de Londres fue fundamental para la creación de un mercado nacional, el de París, intermedio; el de Madrid, un relativo fracaso). Pero no hacía olvidar que seguía la época preindustrial, y la ocupación de la inmensa mayoría de la población, la de las omnipresentes zonas rurales, seguían siendo actividades agropecuarias de productividad y rendimientos bajísimos, cuyas técnicas evolucionaban muy lentamente (la larga duración braudeliana), condenando a la dependencia de los ciclos naturales y las periódicas crisis de subsistencia repetidas cíclicamente, coincidiendo con los meses mayores previos a las cosechas, cuando el trigo estaba más caro. No es casualidad que esas coyunturas generaran movimientos de descontento conocidos como motines de subsistencia, que en algunos casos podían tener repercusiones políticas (Motín de los gatos, Motín de Esquilache, o la propia Revolución francesa) o en el peor de los casos hambrunas que llevaban a crisis demográficas (la conocida como trampa malthusiana). De hecho, es habitual en demografía hablar de un Antiguo Régimen demográfico, que se caracterizaba por altas tasas de natalidad y mortalidad, escaso crecimiento natural que se contrarrestaba por los años de mortalidad catastrófica, elevada fecundidad (requerida con afán por las familias titulares de explotaciones agrícolas), compensada con el celibato (la nupcialidad, a edades muy tempranas que a veces se retrasaba, no afectaba a la totalidad de la población) y la muy baja esperanza de vida.

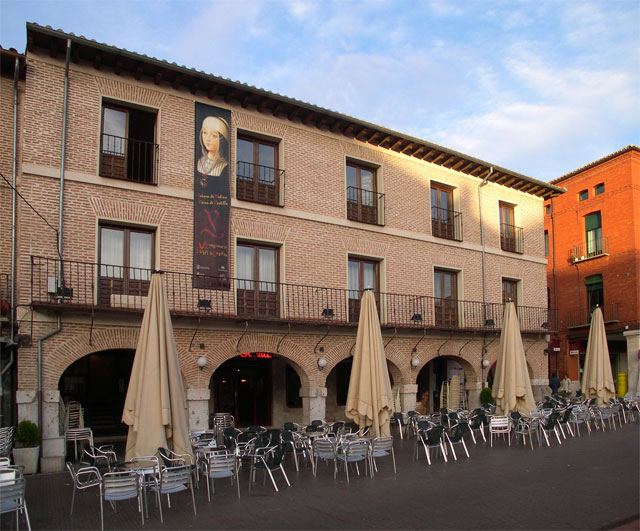
La Casa del Peso de Medina del Campo donde se guardaban los pesos y medidas oficiales para garantizar los intercambios comerciales en sus famosas ferias.

#### Comercio
El comercio estaba controlado por los gremios y las asociaciones gremiales, que controlaban la calidad y cantidad de producción que se realizaba en todo momento. La aspiración a controlar de la vida económica pretendería que solo aquellos que pertenecieran a un gremio o tuvieran autorización real podían dedicarse a la fabricación y distribución de productos, desde el más rico de los obligados del abasto al más miserable tablajero. La misión de controlar la fidelidad del comercio era una responsabilidad de la autoridad desde tiempos antiguos (la mensa ponderaria del foro romano). En el Antiguo Régimen español dependía de instituciones como el Repeso o el Fiel almotacén, controladas por los ayuntamientos (o la Sala de Alcaldes en la corte), que vigilaban la correcta aplicación de las medidas en los intercambios, sobre todo los del comercio alimentario, el más sensible para la paz pública. La dispersión metrológica (no coincidían las medidas de cada localidad) se intentó remediar con el prestigio de algunas medidas locales, como la vara de Burgos, pero hubo de esperarse al final del Antiguo Régimen, con los trabajos científicos de conformación del sistema métrico decimal. Se consideraba idóneo el acceso con los menores intermediarios posibles del productor al consumidor, y la reventa y todo tipo de especulación con el precio intentaba prohibirse, incluso con sanciones religiosas (pecado-delito de usura) lo cual no quiere decir que se consiguiera siempre, como demuestra la práctica de la vida cotidianade en el mercado. Semejante pretensión no se irá materializando con eficacia hasta la conformación del estado burgués liberal del Nuevo Régimen, como explica Michel Foucault. La apertura del mundo a los europeos con la Era de los Descubrimientos trae como consecuencia la primera economía-mundo. Las compañías privilegiadas tomaban el control monopolístico de rutas y productos (el cacao de Caracas primero para los Fugger, y luego para la Compañía Guipuzcoana; el abastecimiento de Madrid para los Cinco Gremios Mayores...). Las primeras y más eficaces fueron las neerlandesas (WIC y VOC), seguidas por las inglesas (Compañía de las Indias Orientales y Merchants Adventurers, que se basa en una guilda anterior). Ambas naciones (a través de la bolsa de Ámsterdam y la de Londres) encabezan el naciente capitalismo comercial tras el saco de Amberes, que hasta entonces era la encargada de drenar hacia el norte de Europa los recursos americanos extraídos a través de la monopolística Casa de Contratación de Sevilla o el puerto de Lisboa.

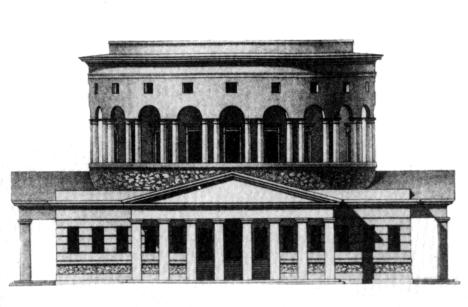
Barrière Saint-Martin, proyecto del visionario arquitecto Claude Nicolas Ledoux (1788). Las aduanas interiores, los pontazgos, registros y portazgos, como este, que controlaría el acceso de los productos a París en vísperas de la Revolución francesa, eran características del Antiguo Régimen.

#### Industria
La industria estaba entorpecida con excesivas reglamentaciones e impuestos. Existían aduanas internas; los pesos y medidas variaban según las regiones; algunos artículos, en especial los cereales (verdadera base de la pobre alimentación de la mayor parte de la población), eran sometidos a una obsesiva política de proteccionismo paternalista, con lo que o bien debían consumirse en el lugar de producción, o bien estaban sometidos a tasa, o en cualquier caso hacían imposible la seguridad del suministro; para otros se aplicaban derechos de aduana (no solo exteriores sino interiores a los estados) que en muchos casos anulaban el intercambio.
No existe, por lo tanto, libertad económica ni competencia, ya que todo estaba controlado por los gremios, por las Corporaciones o por el propio Estado, que en algunas ocasiones, funcionaba como agente económico él mismo: reales manufacturas como las de armamento (la Real Fábrica de Artillería de La Cavada), o de bienes suntuarios (la Real Fábrica de Tapices, de Porcelana del Buen Retiro, de Cristal de la Granja) y las regalías o los estancos de sal, tabaco (la Real Fábrica de Tabacos de Sevilla y la de Madrid), aguardiente y naipes. El mercantilismo en sus variadas formas, metalismo, bullonismo, colbertismo, es la doctrina económica que justifica la política económica dominante: el proteccionismo. En la mayor parte de las ocasiones, consigue lo contrario de lo que pretende. Ni el poder ni los teóricos de la época disponen de instrumentos fiables de análisis económico, y tampoco comprenden el funcionamiento del sistema económico (que no es ni el del inexistente mercado libre ni el de la autarquía aldeana medieval). Fisiocracia y librecambio o liberalismo económico aparecen en el siglo XVIII como propuestas alternativas que van abriéndose camino en una coyuntura de transformación del sistema.

### Sociedad

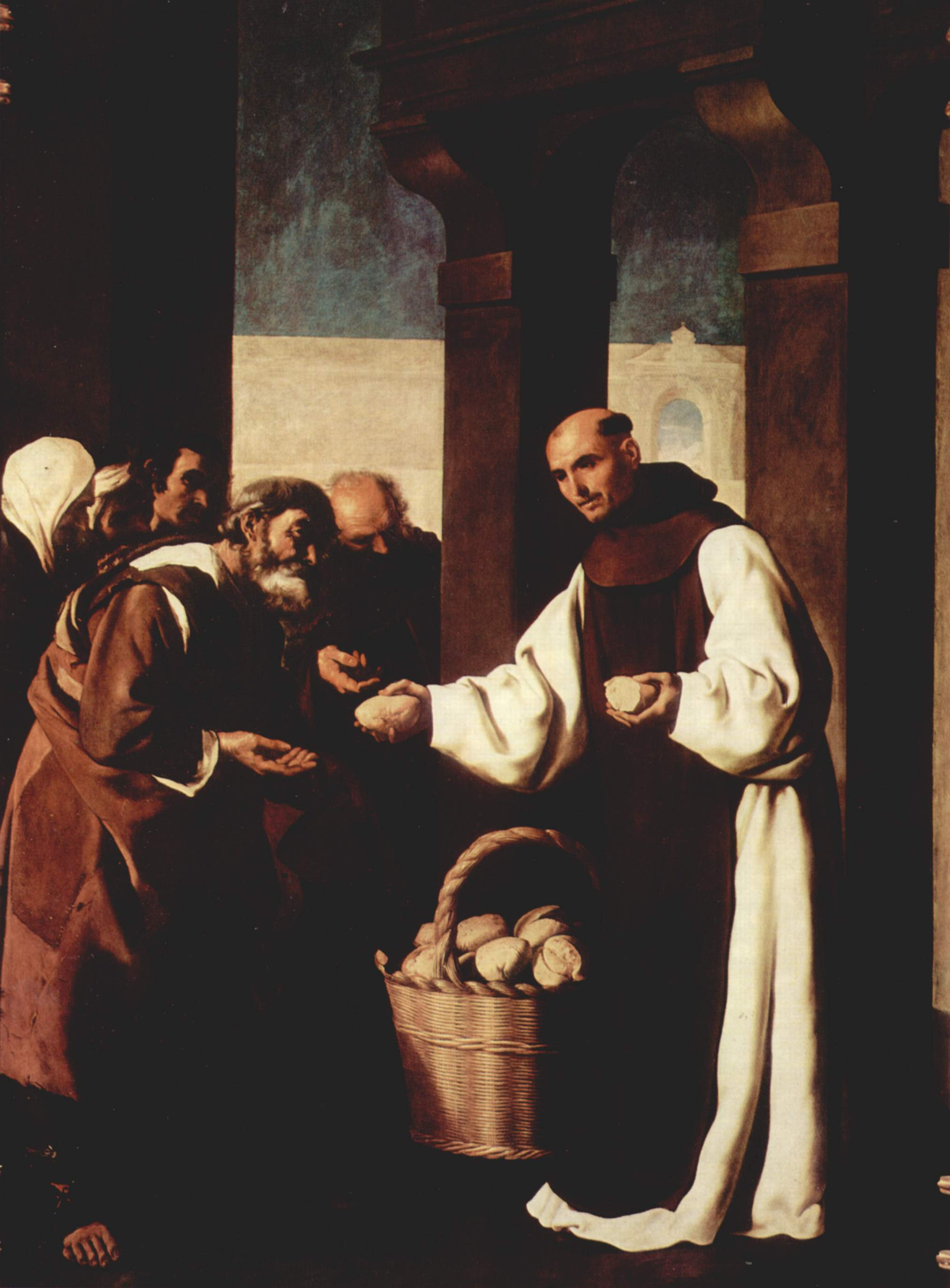
Fray Martín de Vizcaya repartiendo pan a los pobres, de Francisco de Zurbarán (1639), Monasterio de Guadalupe. La sopa boba de los conventos justificaba socialmente tanto a estos como la forma de vida de pícaros y mendigos. Ninguno de esos grupos tendría cabida en una sociedad que respondiera al criterio burgués de la ética del trabajo.

Las características principales del Antiguo Régimen es la organización de la sociedad en tres estamentos definidos desde el nacimiento : dos estamentos privilegiados como la nobleza (laica) y el clero (que en su parte alta correspondía a los hijos segundones de las familias nobles) estaban por encima del resto de las personas y  el Tercer Estado o el Común (los campesinos, inmensa mayoría de la población, y los burgueses, comerciantes o artesanos). Los derechos de las personas no eran igualitarios, sino que, legalmente, los nobles laicos y eclesiásticos tenían una serie de privilegios que no tenían los pecheros. Aunque los estamentos son cerrados, no son impermeables, y es posible el paso de un no privilegiado a una situación de privilegio, por ennoblecimiento o por la entrada en el clero.
El papel que la exclaustración de las órdenes religiosas, con la consiguiente desamortización y el fin del celibato del clero secular tuvo en la Reforma protestante es una de las cuestiones que hizo alejarse del Antiguo Régimen a los países que optaron por ella. Son los países católicos del suroeste de Europa (y Polonia) los que presencian el triunfo de la Contrarreforma, que significa en términos sociales el triunfo de la sociedad estamental: la configuración piramidal del clero, los tres votos del clero regular, el celibato del clero secular, la justificación de la presencia económica de las instituciones religiosas (se llegó a decir, desde la postura liberal-burguesa, que la Iglesia, con los diezmos y las manos muertas creaba la pobreza que justificaba su existencia) y su presencia en todos los órdenes de la vida, pública y privada.
La interpretación historiográfica de la naturaleza de la sociedad estamental dio origen a un notable debate entre los que, cercanos al materialismo histórico (escuela de Annales, o de Past and Present), utilizan el concepto de clase, y los que, desde una posición institucionalista (y también próxima al funcionalismo sociológico y antropológico de las perspectivas emic frente a las perspectivas etic), prefieren hablar de una sociedad de órdenes. Así, Roland Mousnier identifica al honor, el estatus y el prestigio como marcadores sociales más significativos que la riqueza. Según esta perspectiva, la sociedad se dividía verticalmente según los rangos sociales (relaciones de patronaje o clientelismo entre patrón y cliente: maîtres-fidèles), y no horizontalmente según las clases.
En particular, las élites de la sociedad del Antiguo Régimen pueden entenderse como una clase privilegiada formada por una nobleza y un clero identificados en sus intereses económicos e interpenetrados por las estrategias de vinculación familiar de tierras y cargos en la Iglesia, la burocracia, el ejército y la Corte (según la interpretación materialista); o bien un conjunto no homogéneo de órdenes como la nobleza de espada y la nobleza de toga (noblesse d'épée y noblesse de robe) más diferentes entre sí que con el campesinado o la burguesía (según la interpretación institucionalista o funcionalista).
El papel de la burguesía ha sido también objeto de profundas controversias, pues si en algunos casos y periodos parece ser el apoyo principal de los monarcas para aumentar su poder, en una alianza mutuamente beneficiosa en la formación de un mercado nacional y en detrimento de las feudales nobleza y clero; en otros parece que la monarquía no es sino la superestructura que ejerce el poder en beneficio de las tradicionales clases dominantes, y los burgueses encumbrados solo esperan la oportunidad para "traicionar" a su clase y ennoblecerse, abandonando los oficios viles y mecánicos por las profesiones y artes liberales, cuando no dar el paso definitivo de la compra de tierras, el matrimonio desigual con nobles empobrecidos y el definitivo ennoblecimiento, muchas veces por simple compra ante unos reyes siempre faltos de dinero. Sea por esa razón, sea por cuestiones económicas, como la ruina de la industria castellana, incapaz de aprovechar la oportunidad del mercado americano que sí beneficia al norte de Europa, la debilidad o fortaleza de la burguesía marca la diferencia entre unos casos nacionales y otros.

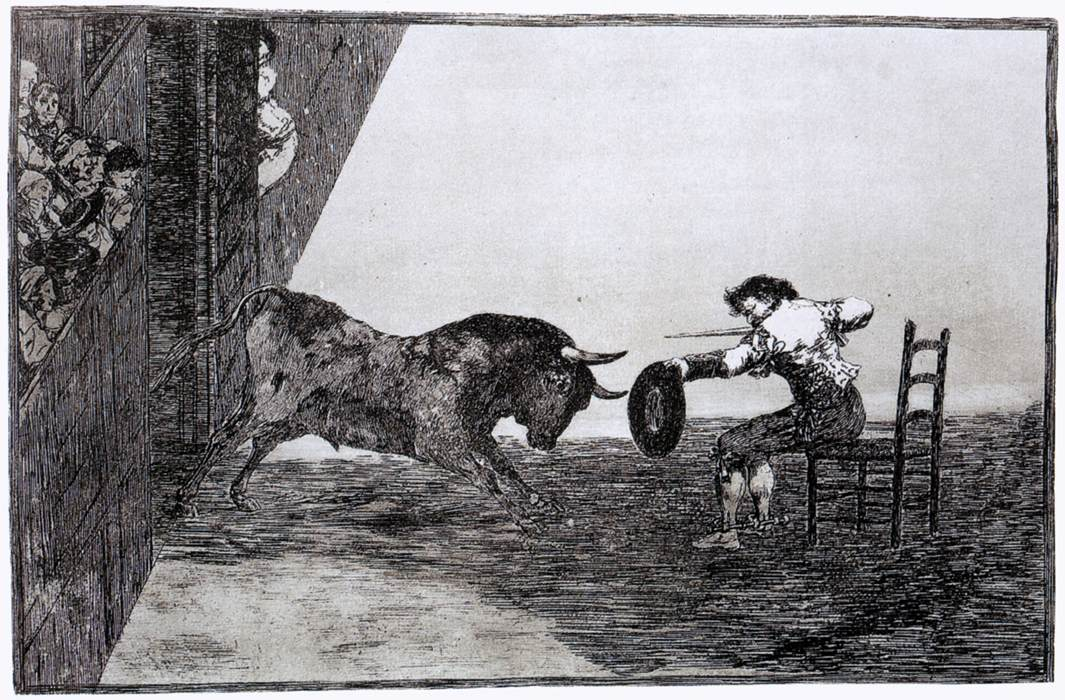
Temeridad de Martincho en la plaza de Zaragoza, grabado de la serie Tauromaquia de Goya (1815).

Lo mismo podría decirse del campesinado: liberado de la servidumbre en Europa Occidental desde la Baja Edad Media (mientras que en Europa Oriental caía en ella) puede encontrar en el Antiguo Régimen una oportunidad de participar del excedente productivo con los señores que habrían de extraerlo en su totalidad mediante coerción extraeconómica, según predice el modelo marxista. Hasta qué punto es posible o no esto determinará la posibilidad de que surja la figura del labrador rico (el orgulloso Pedro Crespo de El Alcalde de Zalamea de Calderón o Camacho el rico del Quijote de Cervantes) que pueda comenzar una acumulación primaria de capital en el campo. En todo caso, la famosísima respuesta del "villano" Pedro Crespo al "linajudo" don Lope:

Al rey la hacienda y la vida
se ha de dar, pero el honor
es patrimonio del alma,
y el alma sólo es de Dios.

nos recuerda, por lo provocadora, que los campesinos no podían aspirar a la misma clase de honra que los nobles: no es para estos la honradez burguesa de ser fiable en los negocios, sino la opinión o fama que nadie pudiera cuestionar de la continuidad de la sangre, garantizada por la castidad de las mujeres de la familia (y que el propio Calderón se encargó de codificar en dramones como A secreto agravio, secreta venganza). Bastaba ser hijo de algo (hidalgo), provenir de una esclarecida estirpe, a ser posible venir de godos. Al menos los campesinos, sobre todo en la mitad norte de la península ibérica (de algún modo parecido a los ingleses libres de nacimiento, que no tienen equivalente en el campesinado francés) participaban orgullosos en la categoría de cristiano viejo, que les ponía imaginariamente a mayor altura que muchos nobles a los que el Tizón de la nobleza infamaba por tener ascendencia cristiana nueva. Mientras que el abismo social que separaba la orgullosa nobleza francesa de los humildes plebeyos era considerado algo natural, y garantía de la distinción de las élites (aunque creó también un enorme resentimiento que explica la violencia revolucionaria), era un lugar común en el siglo XVIII que los viajeros extranjeros se asombraran de la osadía de la plebe británica, que parecía tener derecho a gritar y empujar a cualquiera, sin reparar en rangos, cuando se cruzaba con él por la calle. En España, el casticismo de la aristocracia, que imitaba la vestimenta y la cultura popular de los majos (por ejemplo, la tauromaquia), no era un síntoma de igualdad, sino un arma de lucha social e ideológica contra los modernizadores afrancesados. A pesar de la oposición de la mayor parte de los ilustrados, el público taurino es una muestra interclasista que goza de una políticamente inofensiva capacidad de decisión democrática en el premio al torero, y de la posibilidad de identificación con el encumbramiento individual de un personaje proveniente de las bajas capas sociales, como posteriormente ocurrirá con el deporte. La función social es clara, y no nueva: el entretenimiento amortigua los conflictos (el Panem et circensis romano, expresión parafraseada en la expresión española Pan y Toros) y proporciona cohesión social e identidad. Posteriormente, cuando el adjetivo había perdido su carga revolucionaria, se acuñó el término Fiesta Nacional para referirse a los toros.

### Sistema político

Las distintas partes del territorio francés, más compacto que la Monarquía Católica pero igualmente difuso en cuestiones de soberanía.

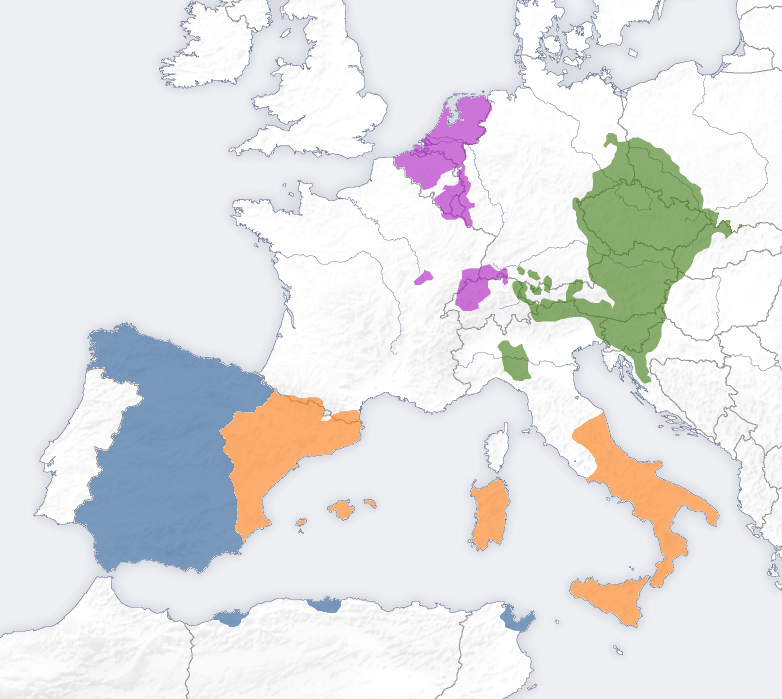
El Imperio europeo de Carlos V fue la máxima expresión tanto de acumulación de poder como de diseminación territorial. En distintos colores, la herencia de su abuela materna, Isabel la Católica (azul), de su abuelo materno, Fernando el Católico (naranja), de su abuela paterna, María de Borgoña (morado), y de su abuelo paterno Maximiliano de Habsburgo (verde). El territorio de Milán no es heredado, sino conquistado en disputa con Francia, aunque teóricamente tributario del Sacro Imperio, que ha obtenido por elección. No hay que olvidar los territorios extraeuropeos que están en proceso de descubrimiento y conquista.

Las monarquías autoritarias que acumulan el poder político que la nobleza tenía en la Edad Media basan su poder en unos mecanismos como el ejército, constituido por mercenarios que el rey contrataba, aunque en caso de guerra eran reclutados civiles de manera forzosa para la defensa del país. El fin de las mesnadas medievales controladas por la nobleza da a este estamento una nueva función, no de poder militar sino económico y social, y su posición en la Corte junto al rey le dará su medida de poder político.
Para el aumento de su poder, en la Baja Edad Media, las ciudades libres (islas en el océano feudal) representaron un apoyo para los reyes contra los privilegiados. De ellas obtiene los recursos en forma de impuestos a las actividades mercantiles, mientras que la mayor parte de la riqueza, las propiedades rurales de los privilegiados, no es sujeta a imposición. Una vez asentado el poder real, el rey procuraba restringir las funciones de los representantes de las ciudades, sean burguesía, patriciado urbano o como se les quiera calificar. Casi nunca convocaba a las Cortes y, cuando lo hacía, se reservaba siempre el derecho de tomar la decisión final. Las Cortes estaban constituidas por representantes de los tres estamentos (nobleza, clero y tercer estado), pero en el caso de Castilla (pues las de los reinos de la corona de Aragón se reunían por separado) solo se convocaba a los representantes de las ciudades, y para aprobar impuestos. Cuando las instituciones representativas alcanzan protagonismo (Parlamento inglés en el siglo XVII Estados Generales en 1789), el modelo se rompe.
El titular de la Corona tiene en sus manos todos los poderes (ejecutivo, legislativo y judicial), aunque en la práctica tiene que utilizar una enorme burocracia y designaba unos representantes a los que encarga el gobierno en su nombre, secretarios, ministros o en el caso español, un valido.
La discontinuidad territorial y la confusión de jurisdicciones era más la norma que la excepción de las entidades políticas, tanto estatales como infraestatales. Las fronteras eran cambiantes e inseguras, y había multitud de enclaves, exclaves, territorios de fuero especial, e incluso con soberanía compartida (Andorra) o alterna (Isla de los faisanes, y facerías del Pirineo navarro). Cuando Felipe II quiso hacerse una idea clara de sus posesiones, no recurría a los mapas de la biblioteca del Monasterio de El Escorial, que le mostrarían un confuso rompecabezas, sino a las Relaciones Topográficas (un esfuerzo protoestadístico solo comparable al Catastro de Ensenada dos siglos posterior) o a las vistas que encargó tomar a Anton Van der Wyngaerde. El sueño de las fronteras naturales (la Francia del Rin a los Pirineos que retrospectivamente parece su misión histórica) es más una idea del nacionalismo del siglo XIX como el destino manifiesto que llevó Estados Unidos al Pacífico.

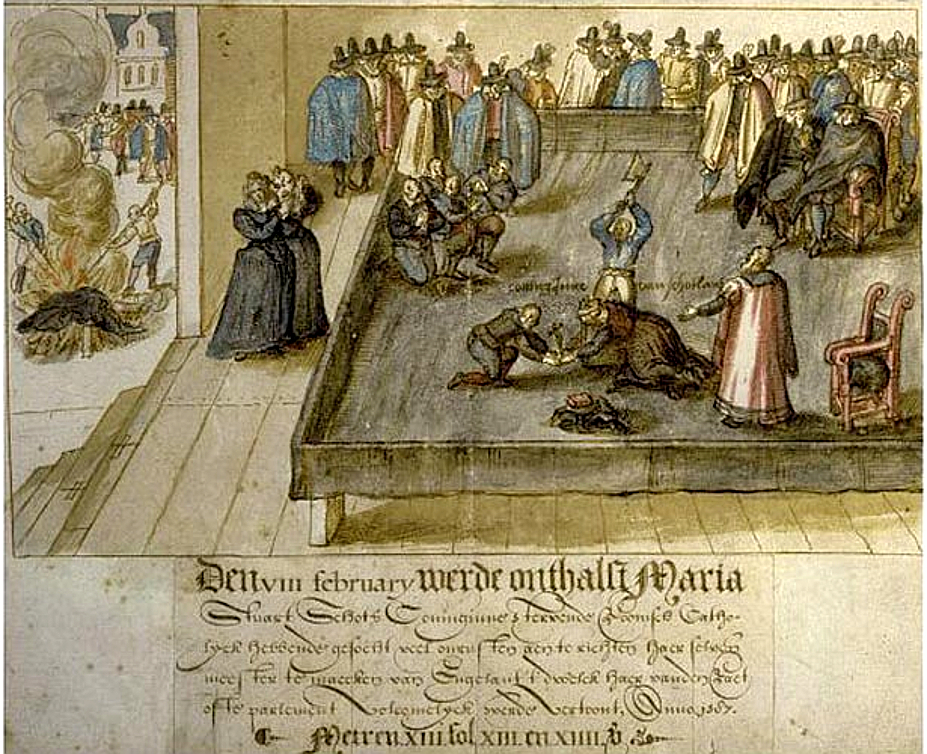
La ejecución de María Estuardo (1587), reina de Escocia.

A partir del siglo XVII puede hablarse de la presencia de una monarquía absoluta que tiene la soberanía del Estado. Esta monarquía se justificaba sobre el supuesto de la procedencia divina del poder, de quien lo recibe sin intermediarios (por ejemplo, la nación o el pueblo). El rey solo tiene que justificarse ante los ojos de Dios. El ejemplo más acabado es la Francia del Rey Sol, Luis XIV, que encontró su mejor teórico en Bossuet.
El rey declaraba la guerra y hacía la paz; comandaba los ejércitos; determinaba los gastos y fijaba los impuestos; nombraba y destituía a los funcionarios y dirigía la administración entera. Las provincias eran administradas por los intendentes, con poder omnímodo y arbitrario.
El rey hacía las leyes, que eran la expresión de su voluntad personal, pues si bien debía tener en cuenta las "costumbres fundamentales del reino", tales costumbres eran contradictorias y vagas, y hubiera sido difícil definirlas claramente. Sus súbditos no tenían propiamente ningún derecho ejercible o exigible ante el Estado (que no tiene entre sus funciones garantizar derechos, como sí tendrá el Estado de derecho), aunque sí una difusa constelación de derechos, libertades y privilegios, no universales sino diferentes según la condición individual, familiar, corporativa o territorial de cada uno, y un conjunto igualmente difuso de deberes con el rey, cuya capacidad de exigirles su cumplimiento era más amplia en teoría que en la práctica.
Además, el rey dirigía la administración de justicia, pues esta se dictaba en su nombre y por funcionarios que el designaba. Se usaba la tortura judicial para lograr la confesión de los acusados, a quienes se juzgaba en secreto y a los que se aplicaban cruentas penas corporales (las marcas con hierros candentes, la picota, el látigo) incluyendo una amplia panoplia de tipos de penas de muerte adecuadas a la categoría del reo o del delito (decapitación con distintas armas, degollamiento, ahorcamiento, hoguera, desmembramiento...). El suplicio de Ravaillac, asesino de Enrique IV de Francia, pasa por haber sido uno de los más truculentos. La homogeneización de la pena capital fue una peculiar conquista de la Revolución, que igualó las condiciones empezando literalmente por la cabeza (la guillotina). En España cumplió la misma función el garrote (que, aun siendo igual para todos, se podía graduar en vil y noble según la parafernalia que le rodeaba). El fusilamiento parece que también fue una macabra modernización, aplicado sobre todo en el ejército.
La libertad individual estaba amenazada constantemente por la policía, que podía prender a cualquiera con una simple orden del rey, la "carta sellada" (lettre de cachet). No se explicitaba la causa de la detención, sino que simplemente se indicaba que "tal era la voluntad del rey" (car tel est mon bon plaisir). Existía la censura previa, que ejercía fundamentalmente la autoridad eclesiástica (el nihil obstat). No se concedía la libertad de conciencia o libertad religiosa, sino que se aplicaba el principio cuius regio eius religio (el rey impone la religión al súbdito) de la Dieta de Augsburgo.

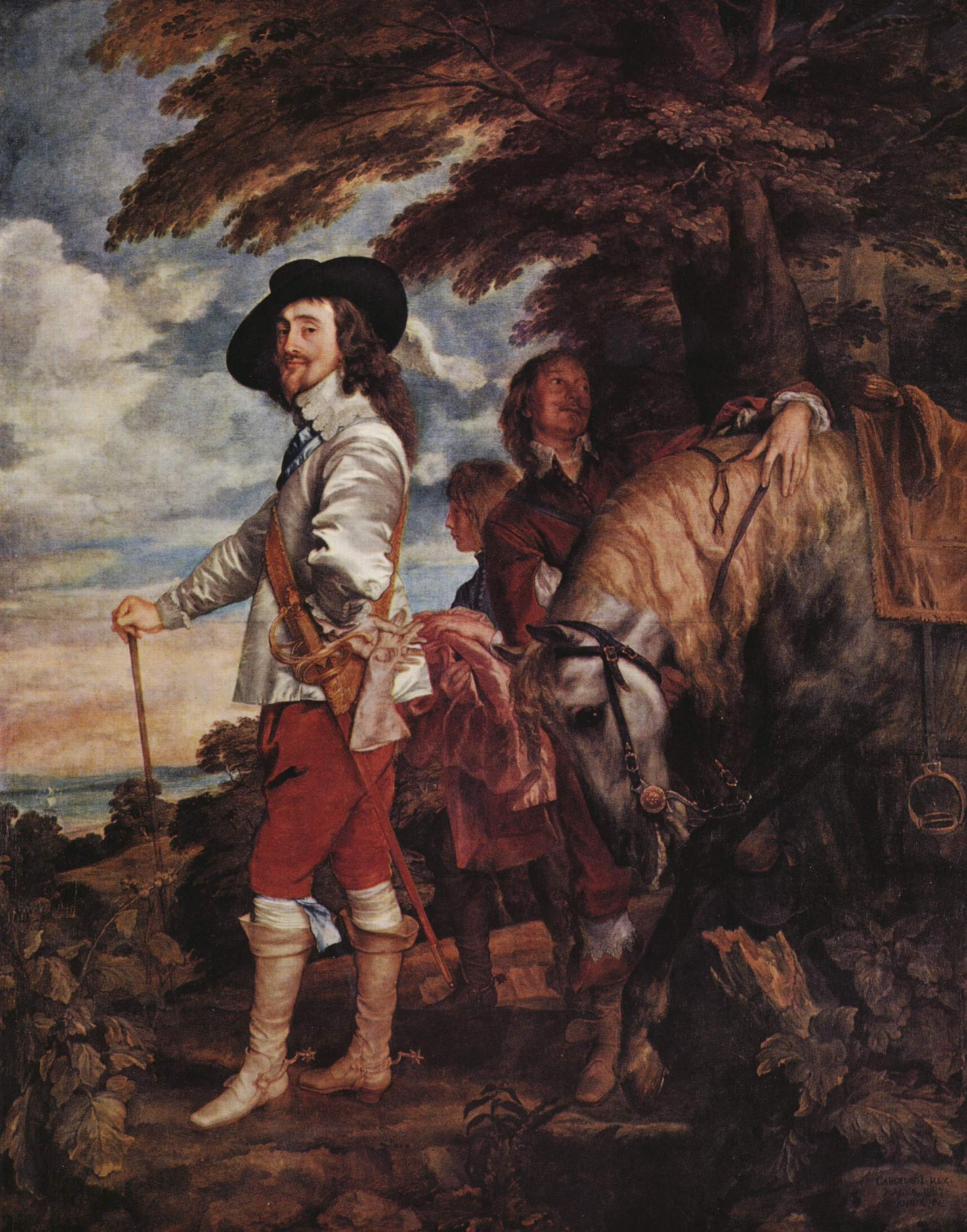
Carlos I de Inglaterra, aquí magníficamente retratado con el máximo de decorum regio por Antón Van Dyck, fue decapitado en 1640, incapaz de crear una monarquía absoluta sobre una sociedad burguesa

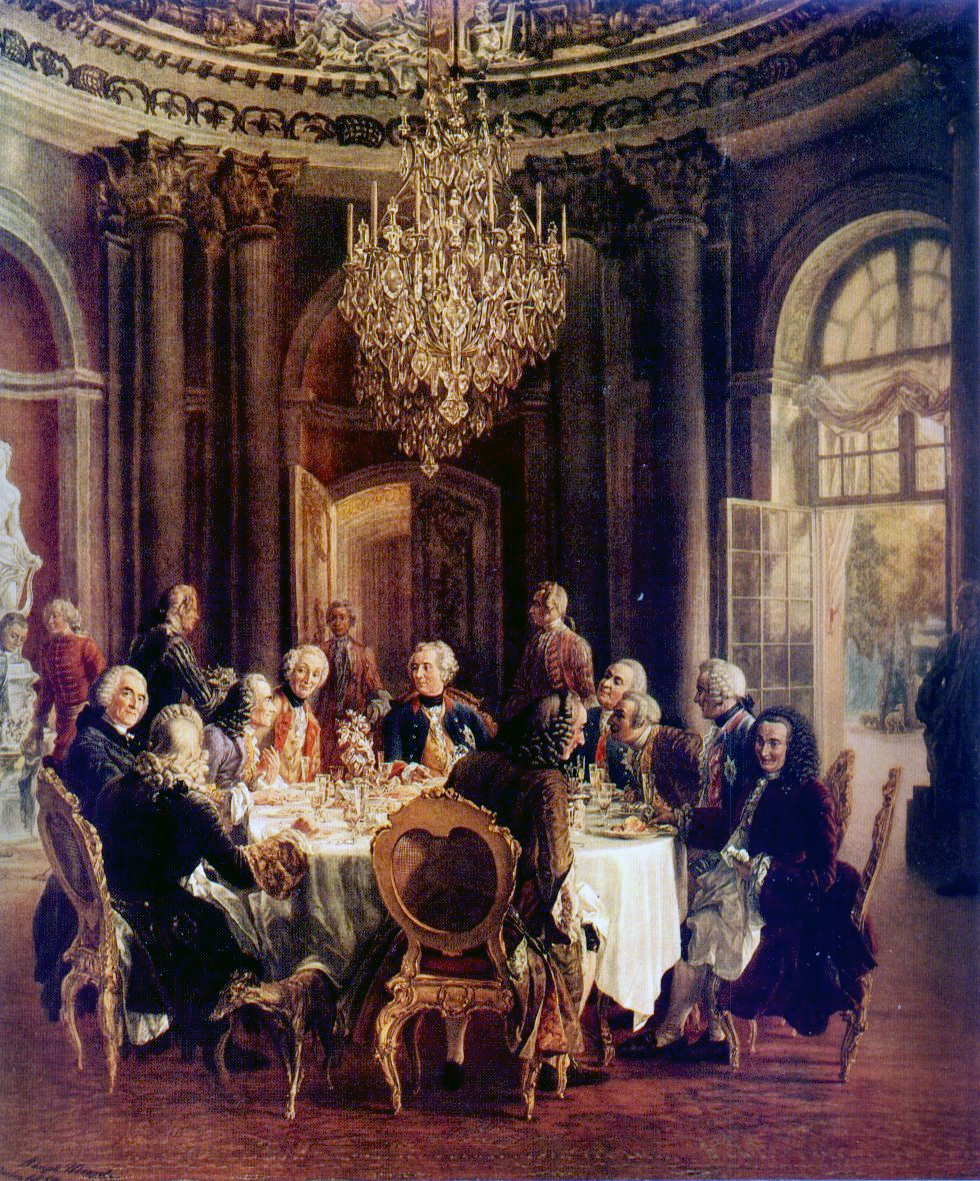
Voltaire con Federico II en Sanssouci, por Adolph von Menzel (1850).

La monarquía francesa de los Borbón, desde la instauración de esta dinastía, fue hábilmente afianzándose en el poder a partir de una débil situación, tanto en el exterior (hegemonía española) como en el interior, en buena parte por la división religiosa no zanjada por las guerras de religión. Enrique IV, antiguo protestante, las había finalizado con el Edicto de Nantes, que convertía a las plazas de seguridad hugonotes en un estado dentro del estado; las regencias en las minorías de edad de Luis XIII y Luis XIV y la personalidad de los validos o ministros (Richelieu, Mazarino, Colbert), consiguieron hacer de Francia a finales de siglo la principal potencia de Europa. Simultáneamente la Monarquía Hispánica entra en la profunda decadencia a la que contribuyeron tanto las políticas acomodaticias y corruptas del Duque de Lerma (valido de Felipe III), como las agresivas y de reputación del Conde-Duque de Olivares (valido de Felipe IV), que al forzar los inestables equilibrios territoriales con su intento de Unión de Armas, provocó la crisis de 1640 y llegó a un paso de acabar de hecho con el Imperio español. El absolutismo no llegará a España hasta los Decretos de Nueva Planta, después de que Felipe V de Borbón gane la Guerra de Sucesión (1715) tanto a sus enemigos europeos como a los que dentro de la península ibérica (especialmente Valencia y Cataluña) aspiraban a continuar con un Habsburgo más respetuoso a los fueros territoriales.
La incapacidad de formar monarquías absolutas en otros reinos puede ejemplificarse con el caso inglés, donde los Tudor, monarquía autoritaria que mantuvo el equilibrio con el Parlamento mientras se producían los cambios sociales de la Reforma, dieron paso a los Estuardo, que en la pugna por aumentar su poder, perdieron literalmente la cabeza.
Lo expuesto con anterioridad, y a lo que tenderían más o menos los diferentes casos, es lo que podría considerarse el modelo ideal de absolutismo. Era relativo hasta qué punto los monarcas llamados absolutos podían ejercer un poder semejante, e incluso es planteable si ni siquiera tendrían la pretensión de organizar la vida pública en toda su extensión, ya que se dejaban enormes espacios en que el poder se ejerce por multitud de intermediarios (los "estados" nobiliarios, la poderosísima jurisdicción eclesiástica, los territorios forales, y todo tipo de corporaciones, como los ayuntamientos, los gremios, las Universidades...). La capacidad de decisión de los reyes estaba minada por el crónico déficit de recursos financieros, que tan pronto como se reciben (y aun antes) son gastados en el ejército y el suntuoso lujo de la corte (enormemente necesario para mantener el prestigio de la monarquía y la fidelidad de la nobleza, atraída a su servicio).
En el siglo XVIII se produce una variante del absolutismo, el despotismo ilustrado, en que un rey absoluto ejerce su poder, de forma paternalista, bajo el lema "todo para el pueblo pero sin el pueblo", pero sigue poseyendo la soberanía del Estado, no es necesaria una Constitución, la voluntad del rey es la ley. Más que en las poco atractivas personalidades de Luis XV o Luis XVI, el exotismo de los franceses buscaba el modelo del monarca ideal fuera de sus fronteras; alguno tan lejos como Montesquieu, con sus Cartas persas.
En España, hizo lo propio José de Cadalso con sus Cartas marruecas. No obstante, suele convenirse en que muestra de este tipo de monarquía serían las de Carlos III en Nápoles y España, la de José I de Portugal (con su ministro, el marqués de Pombal) la de José II en Austria, la de Federico el Grande de Prusia, y con lejanía al modelo, la de la zarina Catalina la Grande de Rusia. La amistad (por impropio que sea este nombre para una relación tan desigual) de ilustrados con fama de disolventes, como Voltaire, con alguno de estos reyes, no debe hacer olvidar que, como decía Johann Baptist Geich, el sabio calentándose en su brasero no es precisamente a lo que debe temer ni el monarca ni la estructura de la que es cúspide.

### Pensamiento, cultura y arte
| El ser humano, centro de la reflexión intelectual |
| Miguel Ángel, en La creación de Adán (izquierda, techo de la Capilla Sixtina, 1510), parece querer pasar el testigo del teocentrismo medieval al antropocentrismo humanista, antes de que la Reforma y la Contrarreforma cierren el paso a la Utopía. En cambio, El Juicio Final (derecha, del mismo autor, en el mismo edificio, pero en la pared del altar, entre 1535 y 1541), abre el camino del manierismo, presentando a un Cristo airado, en un entorno más pesimista, tras el Saco de Roma, cuando Italia ya está en el Antiguo Régimen, definido en este entorno como el predominio de los Habsburgo. Sus desnudos serán posteriormente adecentados por el giro moral del Concilio de Trento. |

Las relaciones entre lo que en términos materialistas se llama "superestructura ideológica" y las partes más básicas de la estructura económico-social, son de muy delicado encaje y no suscitan mucho consenso.
El predominio de la Iglesia en el pensamiento, la educación y la cultura sigue siendo abrumador y, como en la Edad Media, sigue siendo la principal justificación del orden político y social y no está separada del Estado (por mucho que mantengan una relación conflictiva, como prueba el regalismo, con distinta fuerza en Francia y España). No obstante, en cuanto a su papel ideológico, desde el Humanismo y el Renacimiento, el antropocentrismo sucede al teocentrismo como constante en las concepciones culturales. El erasmismo y sus vicisitudes en España son una buena muestra de las dificultades que encontraba el pensamiento avanzado incluso gozando de la protección real, y no fue el único ni el más sonado, como prueban los casos, perseguidos por la Inquisición, del profesor y poeta Fray Luis de León, del arzobispo Bartolomé Carranza, o del intendente Pablo de Olavide. El clima en Francia no era más permisivo, como prueban los casos en que se vio envuelto Voltaire. La Europa protestante tendió a ser más tolerante, sin desconocer la represión, como probó Miguel Servet.
La Universidad, que había sido una institución pujante y en desarrollo durante la Baja Edad Media, con la escolástica, experimentará un periodo de alejamiento de la vanguardia científica y cultural, que pasa a otros ámbitos (las academias, las sociedades científicas), hasta el siglo XIX Como excepción, como en tantas otras cosas, en la Monarquía Hispánica las universidades (Salamanca y Alcalá en la Península y las de nueva creación en América) atraviesan una edad de oro (Biblia Políglota Complutense, escuela de Salamanca, neoescolástica) respondiendo a claro papel social: suministrar cuadros a la burocracia y el clero y elevar o mantener la condición social de una nobleza triunfante y una burguesía acomodaticia y claudicante en cuanto a su capacidad disolvente de la formación económico social. El máximo brillo quizá lo alcanzaron como consecuencia de los debates justificativos de la colonización americana conocidos como Junta de Burgos y Junta de Valladolid. Este último realizado en la Universidad de Valladolid acogió el famoso debate entre Bartolomé de las Casas y Juan Ginés de Sepúlveda sobre la polémica de los naturales y las Leyes de Indias (1550-1551). En 1527 esta universidad también había sido sede de la conferencia que cuestionó el erasmismo.

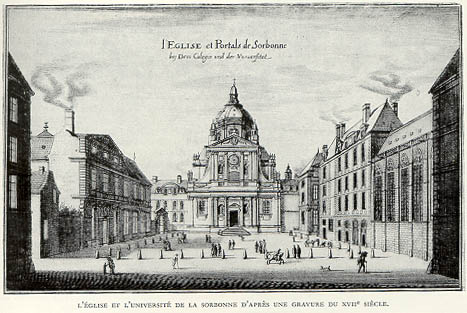
La Sorbona, universidad de París, en un grabado del siglo XVII Era la más prestigiosa del mundo católico. Otras también eran muy destacadas, como Lovaina, Coimbra o las españolas. Oxford y Cambridge quedaban en el ámbito del anglicanismo.
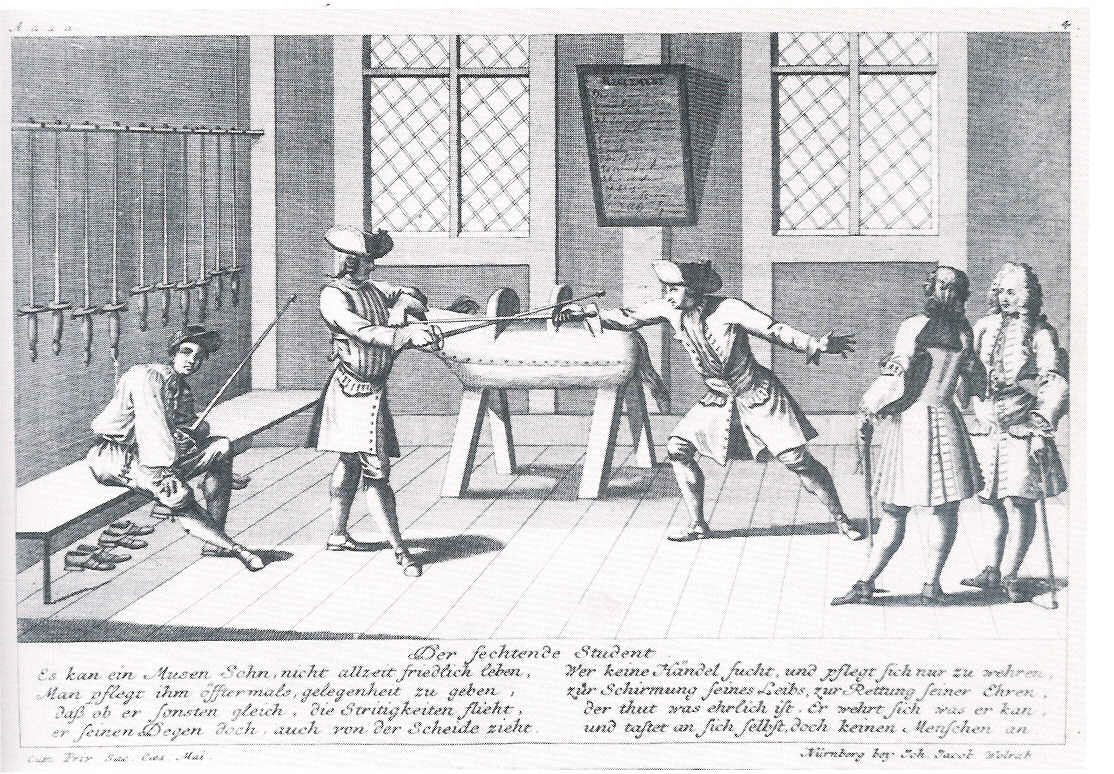
Clase de esgrima en la universidad de Núremberg, grabado de 1725. Las universidades del Antiguo Régimen no fueron precisamente el centro de la revolución científica, que utilizó otros ámbitos más propicios a la innovación.
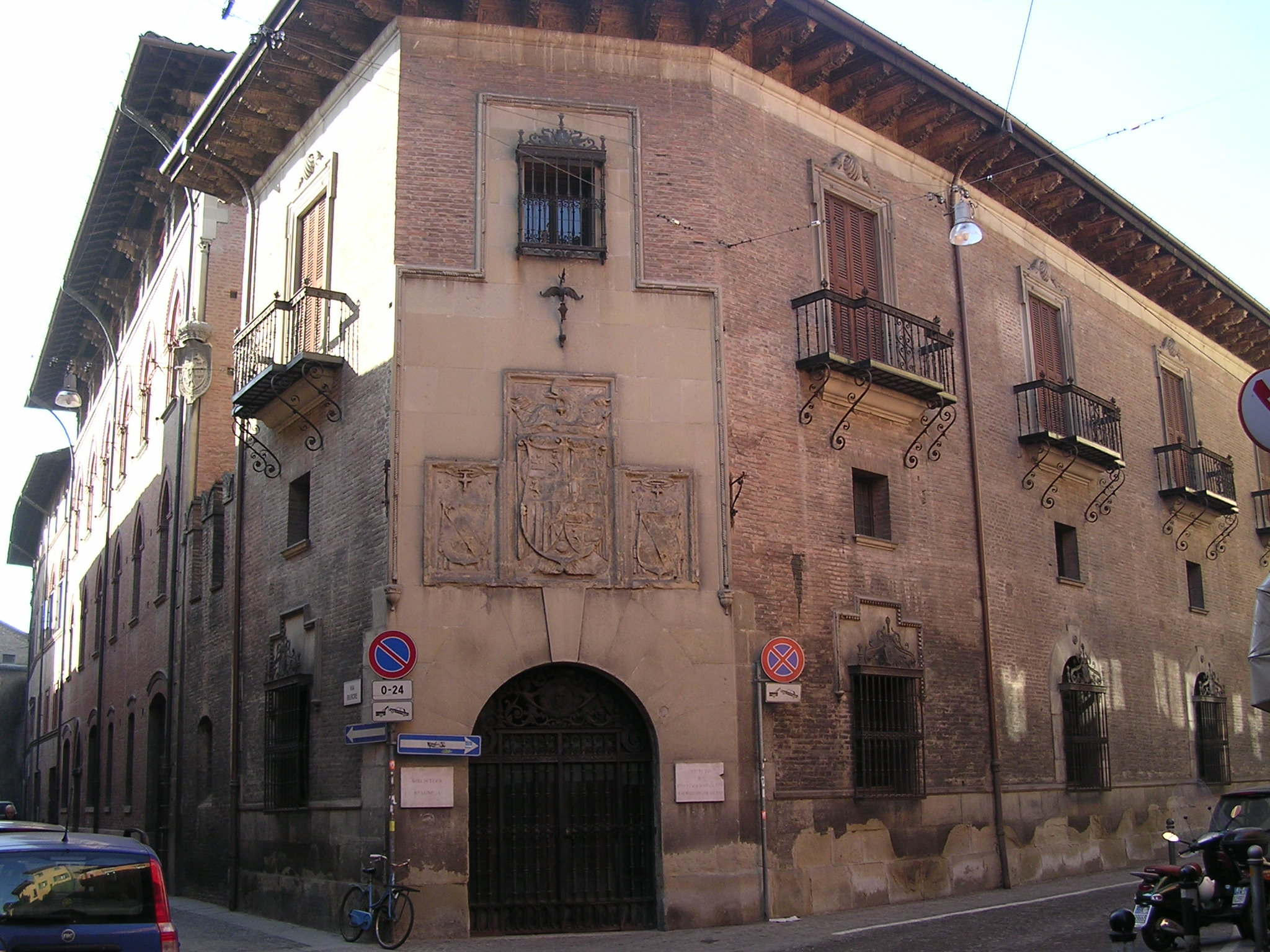
El Colegio de España en Bolonia, prestigioso centro de estudios jurídicos donde acudían estudiantes españoles.
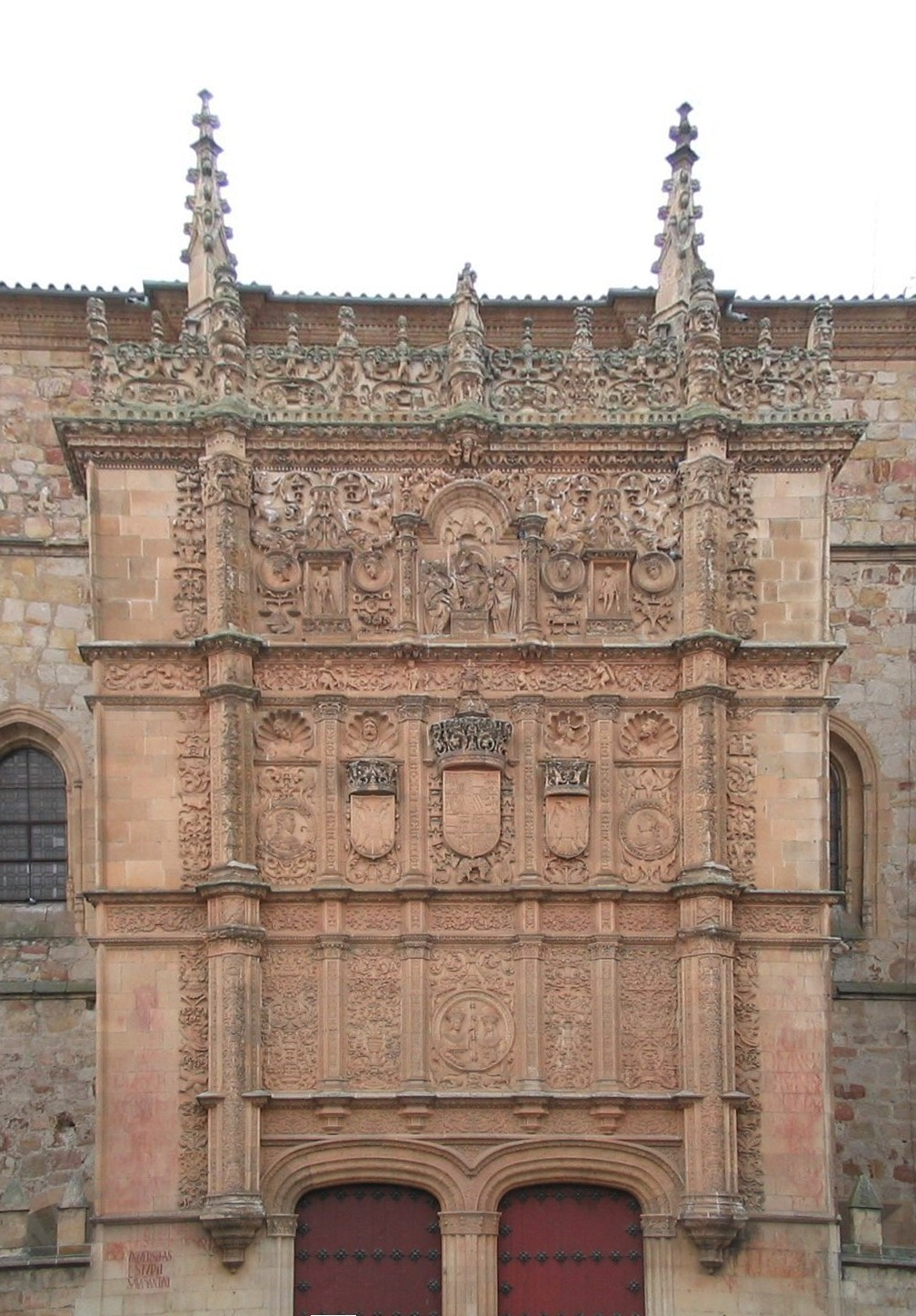
Universidad de Salamanca, la más prestigiosa de las españolas. Más que por su contribución al aumento del saber (anclado en el neoescolasticismo), le dieron fama las espectaculares disputas entre estudiantes y órdenes religiosas que controlaban los distintos colegios. Los intentos ilustrados por reformarla (Meléndez Valdés) fueron inútiles.
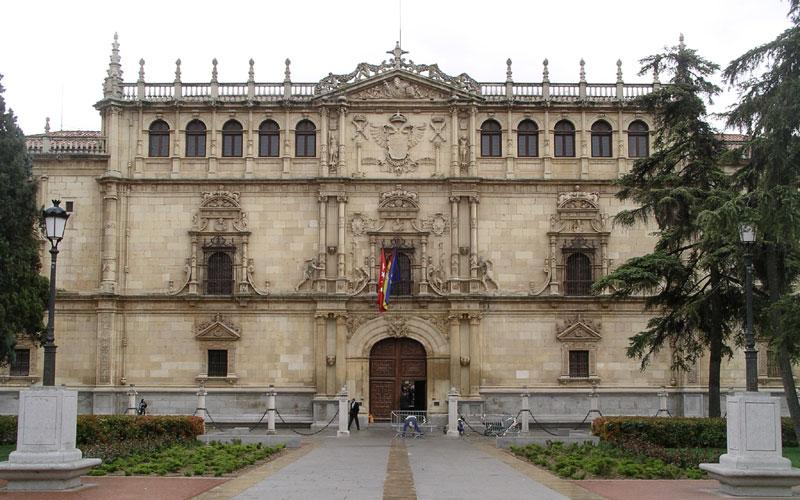
Universidad de Alcalá, fundada por Cisneros, llegó a gozar de un espectacular florecimiento. Personajes imprescindibles de la cultura española como San Ignacio de Loyola, Quevedo o Jovellanos asistieron a ella. Tras la desamortización se trasladó a Madrid, con lo que la ciudad pasó a ser un fantasmal escenario de conventos y cuarteles, hasta su segunda refundación en los años setenta del siglo XX
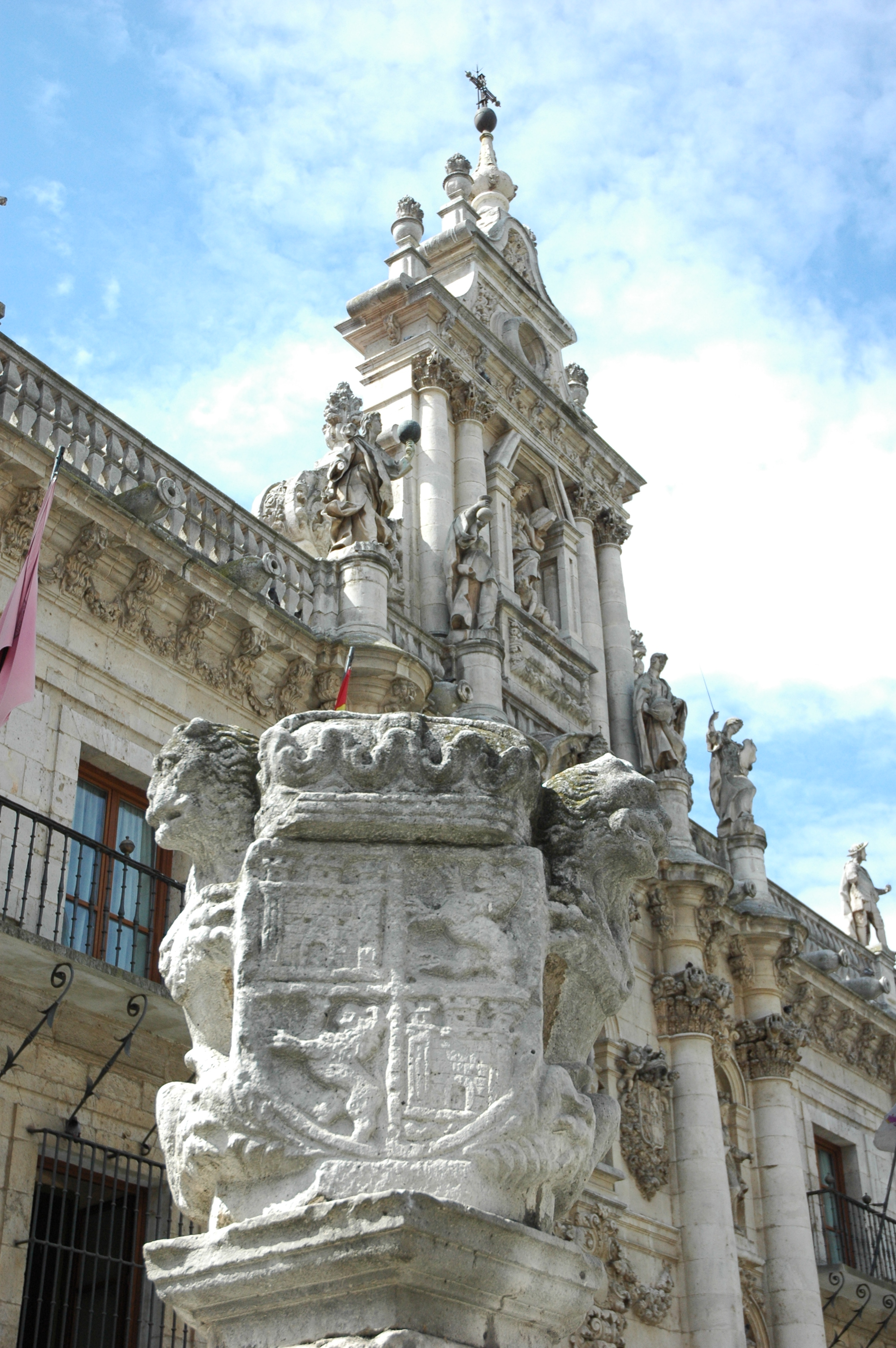
Universidad de Valladolid institución que acogió el famoso debate entre Bartolomé de las Casas y Juan Ginés de Sepúlveda sobre la polémica de los naturales y las Leyes de Indias (1550-1551), o la conferencia que cuestionó el erasmismo (1527).
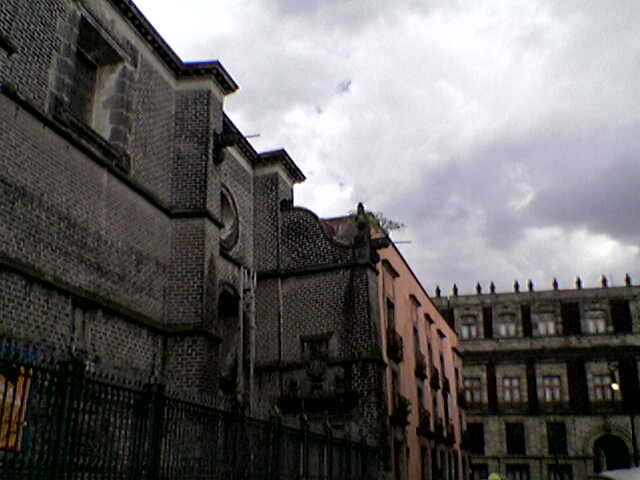
La casa de la primera imprenta en México. La actividad intelectual de la América española fue muy notable desde el comienzo de su colonización.

Que, en cambio, fueran Italia y Flandes, emporios de la burguesía bajomedieval unidos por las rutas mercantiles del oeste europeo, las que destaquen en ambos movimientos culturales (Humanismo y Renacimiento), no debe ser casualidad. Las monarquías nacionales más adecuadas al modelo Antiguo Régimen los siguen por difusión, e incluso impulsados por la oportunidad de legitimación que el mecenazgo de la vanguardia artística e intelectual, y los programas arquitectónicos, proporcionan a las pujantes monarquías. Clero y nobleza no se quedan atrás por emulación. El papel social del artista evoluciona desde el anonimato gremial de la Edad Media hasta la pseudodivinización de Rafael. La academización y profesionalización terminarán llevando a la independencia del artista, con mayor o menor aureola bohemia, que puede confiar en un mercado para su producción, liberado de los encargos, en un proceso que no se completa hasta el siglo XIX
Tras la ruptura y reubicación que supuso la Reforma Protestante y la Contrarreforma Católica, Manierismo y Barroco fueron sucesivamente los estilos artísticos que se difunden desde Italia a toda Europa desde mediados del XVI y XVII. En mayor o menor medida se ponen al servicio de la ideología y las clases dominantes, aunque también habrá arte burgués allí donde la burguesía lo es, como Holanda.
Tras la crisis de la conciencia europea de finales del siglo XVII que abre el camino a la Ciencia Moderna que sigue el paradigma newtoniano y al enciclopedismo; en el siglo XVIII la cultura se debate entre el mantenimiento del monopolio de la Iglesia, y los principios del Sapere aude kantiano que representa la Ilustración. Del aletargamiento cultural de la España de la primera mitad del XVIII puede ser muestra que el catedrático de matemáticas de la Universidad de Salamanca sea un personaje tan extravagante como el visionario Diego de Torres Villarroel. Predomina el aislamiento (cuando no la ignorancia) de las corrientes europeas, a excepción de los novatores o figuras aisladas como Feijoo o el Marqués de Mondéjar. Los intentos de modernización ilustrados son importantes en las últimas décadas del siglo, impulsados por Carlos III y Carlos IV, y se difundieron a América, que pasa a ser "redescubierta" intelectualmente (mediciones de Jorge Juan y Antonio de Ulloa, expediciones naturalistas de Cavanilles y Humboldt, y el primer programa médico moderno, que fue la vacunación contra la viruela) justo en el momento en que internamente está surgiendo la conciencia americana que llevará al movimiento emancipador.
El Barroco tardío y el Rococó son los estilos artísticos de comienzos del siglo XVIII, aún manteniendo la ideología dominante de las clases privilegiadas; Neoclasicismo y el Prerromanticismo los de su final, abiertos a la nueva realidad.
Además del triunfo de la estética racionalista y la técnica academicista, desprestigiadora de los excesos sensoriales barrocos, el Neoclasicismo se ve impulsado por el descubrimiento de las ruinas de Pompeya y su difusión por toda Europa (a lo que contribuyó la moda del Grand Tour, o naciente turismo aristocrático), que coincide en el tiempo con acontecimientos intelectuales disolventes para el Antiguo Régimen: el inicio de la publicación de la Encyclopédie (1751) o las volterianas reflexiones sobre el terremoto de Lisboa (1755); la moda en Europa y América es encontrar las sobrias virtudes de la Roma republicana (más que la decadente imperial): es un buen ejemplo la elección de Cincinato (el modelo de paterfamilias que abandonó sus bueyes para acudir a la llamada del servicio público como dictador temporal y que, terminada la duración de su cargo, vuelve a su arado) para nombrar a Cincinnati, una ciudad de nueva creación en los nacientes Estados Unidos. Benjamin Franklin, embajador en Francia, fue testigo de cómo la decadente corte de Versalles acogía con simpatía a la naciente República con una mezcla condescendencia y admiración ante los que imagina (y se imaginan a sí mismos) como una mezcla de buen salvaje y Nueva Roma.
Por otro lado, la estética prerromántica del Sturm und Drang, el taciturno modelo juvenil del Werther de Goethe o las Noches lúgubres de José Cadalso presagian ya una época convulsa, en que las contradicciones insolubles de la Ilustración, que no puede conciliar el Antiguo Régimen con las emergentes fuerzas de la Revolución, se resolverán violentamente: el sueño de la razón produce monstruos, como tan genialmente expresó Goya.
| Plenamente rococó El columpio de Fragonard (1767) presenta de forma cínica y acrítica —aunque será bien aprovechada por sus enemigos— la decadente y corrupta sociedad del Antiguo Régimen, incapaz de superar sus contradicciones que imposibilitan el desarrollo de las nuevas fuerzas sociales, productivas e ideológicas. La misma función podría verse en las novelas del Marqués de Sade. | Totalmente opuesta a la obra anterior, la exposición pública (1784) del Juramento de los Horacios de Jacques Louis David (que posteriormente se encumbró como pintor de la Revolución y de Napoleón), sirvió no solo de manifiesto del Neoclasicismo, sino de implicación del arte en el debate sociopolítico, al ser interpretado como una llamada al compromiso en defensa de la Nación —esa nueva idea revolucionaria— en vísperas de la Revolución francesa. |